# 南非边境战争
南非边境战争，又称為纳米比亚独立战争，在南非有时称安哥拉丛林战争，是于1966年8月26日到1990年3月21日纳米比亚（时西南非洲）、赞比亚及安哥拉之间的大规模非对称战争。交战双方是南非防衛軍與西南非洲人民組織的武装力量纳米比亚人民解放军。南非边境战争在非洲大陆引发第二次世界大战以来最大的战争，這場戰爭與安哥拉内战关系密切。
数十年来，西南非洲人民組織一直就纳米比亚独立问题向联合国和国际法院请愿，但依然没有成功，于是在1962年依靠苏联、中华人民共和国及坦桑尼亚、加纳和阿尔及利亚等表示同情的非洲国家的援助，组建了人民解放军。1966年8月，人民解放军与南非政府军交火。1975年至1988年間，南非防衛軍向安哥拉及赞比亚发动大规模常规戰爭，消除人民解放军的前线行动基地，还部署受过外部侦察和跟踪游击运动训练的撬棍军和第32营。
随着冲突的发展，南非的战术变得越来越激进。防衛軍的入侵行动不仅致使安哥拉出现人员伤亡，还时不时给安哥拉的经济命脉设施带来严重的附带损害。苏联于1980年代向安哥拉人民解放军提供大批军事顾问以及价值40亿美元的现代防御技术以表示支持，表面上阻止南非的突袭行动，但实际上是想破坏南非防衛軍与争取安哥拉彻底独立全国联盟之间与日俱增的盟友关系（防衛軍正在使用缴获的人民解放军装备）。自1984年起，苏联指挥的安哥拉常规部队自行能够应付防衛軍。他们的立场也得到数千支古巴部队的支持。《卢萨卡协议》簽訂後，南非和安哥拉一度短暫停戰，但到了1985年8月，人民解放军及安盟都利用两国停火的优势來加强自己的游击活动，致使安哥拉解放军重新开始战斗。实际上，南非边境战争最終是以美国调停下的《三方協議》簽訂後结束的。依照协议，古巴和南非分别从安哥拉和西南非洲撤军。人民解放军于1989年3月底发动最后的游击战役，西南非洲于一年后的1990年3月21日正式独立为纳米比亚共和国。
尽管战争的战场主要在邻国，但南非社会也因此产生了巨大的文化和政治影响。實施种族隔离的南非政府投入相当的努力，激起公众的反共情绪，並竭力遏制苏联進行区域扩张。邊境战争也成了当代南非文学，尤其是南非语作品的重要主题，衍生出“边境文学流派”。

## 名称
1960年代中到80年代末，这场南非在安哥拉和纳米比亚（当时的西南非洲）不宣而战的冲突有多个名称。“南非边境战争”一词一般指纳米比亚人民解放军采取破坏和农村叛乱形式发动的军事战役，以及南非军队针对安哥拉或赞比亚境内可疑的人民解放军基地发起的外部袭击，有时亦指南非针对安哥拉人民解放军及其古巴盟军发起的大型常规战警。由于南非长期占据安哥拉大片土地，支持争取安哥拉彻底独立全国联盟，战略形势进一步复杂化，“边境战争”成了一场与同期的安哥拉内战密不可分的冲突。
“边境战争”一词进入南非的公共论述是在70年代，随后得到执政的国民党采用。鉴于南非防衛軍在安哥拉境内的行动大多很隐秘，边境战争的说法可以避免指涉在境外引发的冲突。而军事历史学家在讨论各种交战的战术时，会把冲突定性为“丛林战争”。
西南非洲人民组织会把南非边境战争称为纳米比亚民族解放战争和纳米比亚解放斗争，是世界軍事史上眾多自稱解放戰爭的其中一場。纳米比亚的文件一般也会把它称为纳米比亚独立战争。然而，这些名称被批战争的区域影响更加广泛并由纳米比亚人民解放军发动，且大多数战争发生在纳米比亚以外的国家的事实。

## 背景

### 西南非洲合法性（1946年至1960年）
纳米比亚前称德属西南非洲，是德意志帝国的殖民地，直到第一次世界大战被路易斯·博塔率领的协约国联军入侵占领。1918年11月11日《康边停战协定》签订后，国际联盟提出采用托管制度管理德国和奥斯曼帝国战前在非洲和亚洲管治的领土。托管制度是提倡兼并前德国和土耳其领地的“兼并派”和希望将领土交给国际社会托管，直到能够自治的“托管派”之间的妥协。
托管派分三等。一等托管地主要位于中东，二等托管地位于中非，三等托管地是人权最稀少最不发达的德国殖民地，包括西南非洲、德屬新幾內亞及太平洋群岛。由于规模小、地理位置偏僻、人烟稀少及本身的物理连续性，负责托管三等托管地的国家要把它作为不可分割的省份进行管理。尽管如此，国际联盟不会赋予托管地完全的主权，只赋予管理权。根据规定，负责托管的国家应该将这些之前的殖民地“寄托给”他们的居民，直到他们有能力准备好自治。根据这些条款，日本、澳大利亚和新西兰获得德属太平洋群岛，南非联邦获得西南非洲。
没过多久，南非政府就把托管制度理解成隐形的兼并。1922年9月，南非總理扬·史末资在国际联盟托管地委员会作证说，西南非洲正在完全融入联邦，出于实际的目的，应该把它视作南非的第五个省份。史末资认为制度“名义上是托管，实际上是兼并”。
二三十年代，国际联盟抱怨南非是所有托管国家中遵守托管地条款最为拖拉的一个。南非针对西南非洲提出了一些野心勃勃的计划，计划将当地的铁路国有化或变更边境，被托管地委员会否决。此时，部分人猛烈批评南非政府将不成比例的支出花在西南非洲白人身上，政府辩称缴税是一种义务，这是因为当地白人的赋税最重。联盟同意托管地内的一部分人口应该获得比其他区人口更优惠的待遇，托管地条款也没有特别给白人规定义务。联盟认为，当地没有显示出政治自决方面取得进展的证据。二战爆发前，南非和联盟依旧就这个争议陷入僵局。
二战结束后，扬·史末资率领南非代表团出席聯合國國際組織會議。会议决定，国际联盟正式由联合国取代，联盟的托管制度由受托制度取代。《联合国宪章》第77条规定，联合国的托管制度“应用在现今处在委任统治下的领土”。此外，“后续的协议应决定上述地区的哪些部分会根据托管制度被接收，以及该动作所依据的条款”。史末资对提议中的托管制度表示怀疑，这是因为第77条的术语含糊不清。
1946年1月17日，南非驻英国高级专员、史末资代表团成员海顿·尼科尔斯（Heaton Nicholls）在新成立的首届联合国大会发言。尼科尔斯认为，西南非洲的合法性悬而不决，阻碍地区发展和外国投资。而当地经济欠发达，人口稀少，不能发展成独立的国家，自决也不可行。史末资在会议的下半场发言，他表示西南非洲这片托管地对南非的国土及国民很重要。他告诉大会，西南非洲要和非洲合并的态度已经很坚定，联合国的兼并批准不过是不必要的形式。
史末资代表团提出的结束托管地，请求和西南非洲合并的提议并未获得大会的赞成。三大殖民帝国在内的五个国家至少原则上同意将他们的托管地交给联合国代管，只有南非拒绝。大多数代表坚决不同意兼并受托管的领土，尤其是其他代表团把托管地交给联合国时。最终，37个成员国投票阻止南非兼并西南非洲，其他9个投弃权票。
比勒陀利亚的右翼政客很愤怒，认为联合国干涉西南非洲事务毫无根据。国民党认为联合国不适合干涉南非的政策或讨论其对托管地的管理。党的发言人埃里克·洛乌要求单方面兼并西南非洲。国民党政府在1948年南非大选后上台，新上任的总理丹尼尔·马兰准备采取更激进的兼并立场，而洛乌获提名驻联合国大使。马兰在温得和克演讲时，重申了所在党的立场，认为南非在向联合国投诚前就应该兼并托管地。次年，南非向大会发出正式声明，宣布无意遵守代管制度，也不会就托管地的管理发布新的信息或报告。与此同时，南非议会通过《1949年西南非洲事务管理法案》，这部新的法律赋予西南非洲白人跟南非白人同等的议员表达权和政治权利。
国际法院拥护联合国大会的决定，针对西南非洲的地位发表咨询意见。国际法院裁定西南非洲仍受托管统治，因此南非如果未承认托管制度已经失效，那么就没有法律义务将托管地上交联合国管理，否则就要受原来的托管地规定约束。遵守规定也就意味着南非没有单方面更改西南非洲国际地位的权力。马兰和他的政府认为法院的观点无关痛痒，拒绝执行。联合国组建西南非洲委员会，针对该地的管制和发展发表独立报告。国民党在西南非洲推行种族隔离和分区管理的种族隔离制度，报告愈发尖刻地批评南非的官员。
1958年，联合国成立斡旋委员会，继续邀请南非把西南非洲上交托管。斡旋委员会提议划分托管地，允许南非兼并南部的同时，给予北部独立，包括人口稠密的奧萬博蘭地区，或是把它当做国际托管领土管理。提案遭到大会的压倒性反对，56个国家投票反对，而之后的分地提案都遭到否决。

### 南非国内的异见声音
国内反对种族隔离制度声音的与日俱增，在50年代中下旬西南非洲民族运动的发展和军事化中起到关键作用。1952年，反抗运动登场，非洲人国民大会策动一连串的非暴力示威，抗议通行证法，鼓励西南非洲的学生会反抗种族隔离。1955年，国大成员组建西南非洲进步协会，发动西南非洲独立运动。尽管进步协会未获得知识界以外的圈子支持，它仍是支持西南非洲全体男人权利，不论部族或语言的民族主义机构。协会的活动人士主要是赫雷罗族学生、教师及温得和克日益壮大的黑人知识阶层的成员。同时，民族主义者在因城市化移民到开普敦的部分奥万博兰劳工中组建奥万博兰人民大会（后来的奥万博兰人民组织）。人民组织的宪法列明终极的目标是实现西南非洲被联合国托管，并最终独立。政治化的西南非洲北部的奥万博合约工人及赫雷罗学生提出统一运动，致使西南非洲进步协会与奥万博兰人民大会于1959年9月27日并为西南非洲民族联盟。
1959年12月，南非政府宣布强行搬迁温得和克市中心附近的黑人街区老地方的所有居民，配合种族隔离法律。民族联盟遂在12月10日组织大规模示威和公交罢驶行动，最终遭到警方暴力镇压，11名示威者遇害。老地方事件致使赫雷罗领导层到纽约向联合国代表请愿，而人民组织跟他们产生分歧，决定分离出民族联盟。联合国和潜在的境外支持者对部落主义的影响很敏感，他们支持民族联盟，认为联盟代表所有西南非洲人民，此时人民组织更名为西南非洲人民组织，后来开放所有支持他们目的的西南非洲人入党。

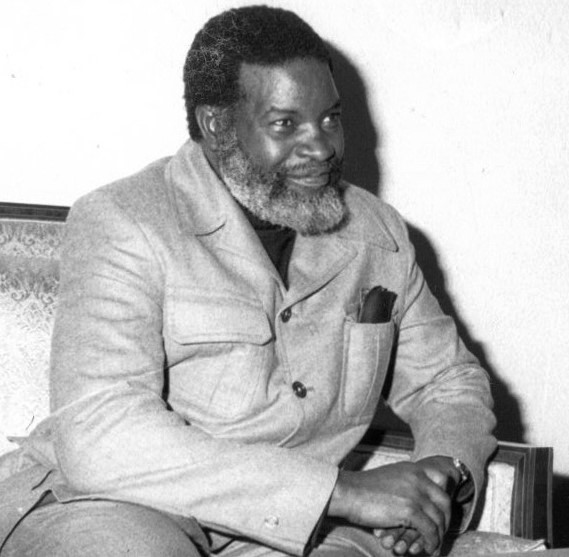
萨姆·努乔马是西南非洲人民组织及其前身奥万博兰人民大会的创办人。

人民组织的领导很快就前往国外，动员国际社会，尤其是新独立的非洲国家支持他们的目的。这个运动得到巨大的外交成功，认可他们的坦桑尼亚在达累斯萨拉姆给他们开了一间办公室。组织的首份宣言于1960年7月发布，和民族联盟的很相似。双方的宣言都提出废除殖民主义及所有形式的种族主义，提倡泛非主义，呼吁西南非洲实行“经济、社会和文化进展”。不过，组织的宣言要求立刻独立，由黑人占大多数的政府统治，时间不迟于1963年。此外，民族联盟的宣言要求普选、全面的福利计划、免费的医疗保障、免费的公共教育、主要产业全部国有化、“按照非洲共同所有权原则”强制重新分配外资土地。
相较于民族联盟，组织在西南非洲的政治能量有限，更有可能把武装叛乱定位实现目标的主要手段。组织的领导还认为，武装反抗南非的决定将表明他们对民族主义事业的出色承诺。凭借这点，担纲纳米比亚独立斗争的真正先锋及日后任何援助物质合法接受者的境外支持者从民族联盟中分辨出组织。1962年，组织仿效非国大的武装力量民族之矛创办西南非洲解放军。解放军最先的七名新兵从达累斯萨拉姆出发，前往埃及和苏联接受军事训练，之后回来就要在坦桑尼亚孔瓜一个安置西南非洲难民的临时营地受训为游击队。

### 冷战紧张局势与边境军事化
西南非洲爆发武装冲突的可能性与日俱增，强烈影响到西欧和苏联集团的国际外交政策。50年代末以前，南非的国防政策受国际冷战政策的影响，包括多米諾骨牌理論以及对苏联利用常规的军事威胁阻碍南太平洋及印度洋之间的战略贸易路线。南非外交事务部注意到自己的国家是全球铀的主要来源，故认为“南非必然会牵涉东西方之间的任何战争”。马兰总理的立场是殖民非洲受到苏联的直接威胁，或者说至少受苏联撑腰的共产主义政权的鼓动，无论另一场欧洲大战的结果如何，这种影响只会有增无减。马兰推崇由南非及西方殖民国家牵头、类似于北大西洋公约的《非洲契约》。不过，由于国际反对种族隔离政策，怀疑南非军事上试探英联邦，这个概念没有成型。
尽管美方反对种族隔离政策，南非参与朝鲜战争还是令对美关系升温不少。战略和军事支持南非一直是美国在非洲次大陆南部外交政策的组成部分，华盛顿和比勒陀利亚之间的国防技术交流从不间断，直到60年代早期。美国和西欧在乎非洲的国防，是因为他们假设共产势力从外部入侵。不过，核军备竞赛使得全球常规战争爆发的可能性明显减少后，这种兴趣骤减，重点转向通过代理人防范共产主义颠覆和渗透，而不是公开侵犯苏联。

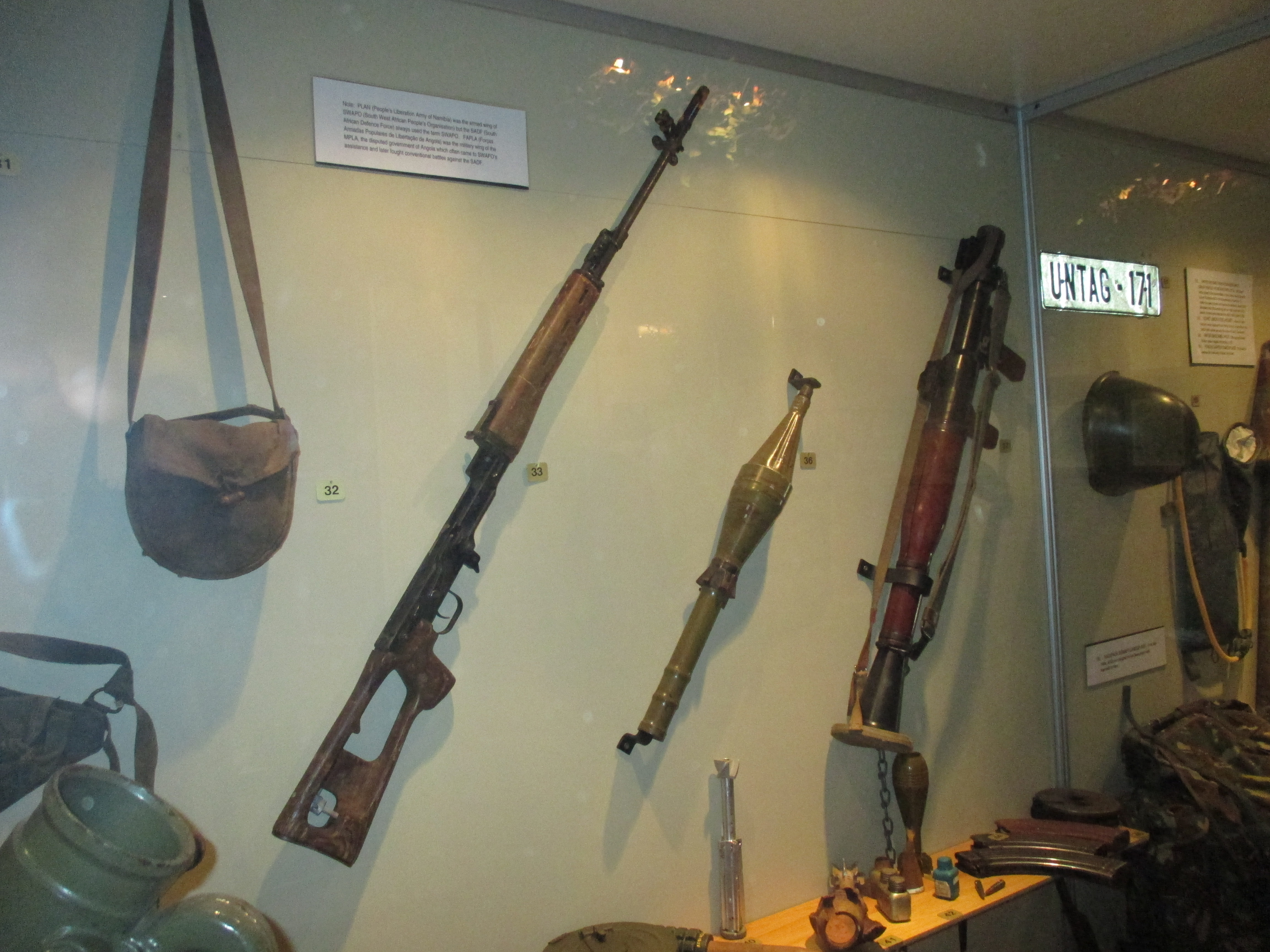
人民组织获得的苏联装备，从左到右：书包、德拉古诺夫狙击步枪、PG-7V火箭发射器、RPG-7火箭推进榴弹。

南非政府谨慎看待全球非殖民化的到来及苏联在新独立非洲国家中的显著角色。国民党政客警告称，苏联领导边境叛乱只不过是时间问题。西南非洲的边境地区卡普里维地带成为南非防衛軍大规模空中和地面军演的焦点，边境的巡逻也加强。人民组织决定将首批解放军新兵派往国外进行游击练习的一年前，南非已经在卡普里维地带沿线建立强化警察前哨，震慑乱党。持有苏制武器接受苏联训练的解放军官兵出现在西南非洲时，国民党认为苏联在当地安插的代理部队终于成真了。
苏联对非洲独立运动很感兴趣。起初，他们希望在非洲大陆培养社会主义国家，阻断他们对西方国家的经济和战略资源供给。因此，苏联给解放军士兵的培训不局限于战术问题，而是拓展到马克思列宁主义政治理论，以及建立有效政治军事基础设施的流程。此外，苏联迅速成为解放军武器和资金的主要供应商。1962年到1966年间向解放军提供的武器，包括PPSh-41冲锋枪和TT-33手枪，十分适合叛乱分子的非常规战略。
尽管和人民组织的关系日益密切，苏联在60年代并没有把非洲南部看作战略要点，而把当务之急放在非洲大陆的其他地方和中东地区。尽管如此，身为西方国家地区盟友及新殖民主义堡垒的南非也有相应的体会，这助推苏联支持民族主义运动。莫斯科还批准了人民组织采用游击战的决定，因为他们对于任何缺乏革命斗争色彩的解决方案并不乐观，这一点恰好和反对组建解放军及提供军事援助的西方政府形成鲜明对比。

## 叛乱开始（1964年至1974年）

### 游擊隊早期入侵
1960年11月，埃塞俄比亞與利比里亞正式請求國際法院就南非是否適合治理西南非洲的問題作出具約束力的判決。兩國均明確表示，他們認為實施種族隔離違反了比勒陀利亞作為強制性權力的義務。國民黨政府以埃塞俄比亞與利比里亞缺乏足夠的合法權力來提出關於西南非洲的問題為由否認這些指控。然而在1962年12月21日，國際法院當時裁定，作為國際聯盟前成員國，雙方均有權提起訴訟，使南非的說法遭受重大挫折。
1962年3月左右，人民組織主席薩姆·努喬馬訪問了該黨在坦桑尼亞的難民營，提到他最近向不結盟運動和聯合國請願西南非洲獨立。努喬馬指出，西南非洲在可預見的未來都不可能實現獨立，預示著鬥爭是“長期且艱辛的”。努喬馬親自指揮達累斯薩拉姆的兩名流亡者——盧卡斯·波漢巴與埃利亞·姆阿塔萊返回西南非洲對奧萬博蘭進行滲透，並為解放軍招募更多新兵。在接下來幾年內，波漢巴與姆阿塔萊成功從奧萬博蘭鄉村招募了數百名志願者，其中大多數人被送往東歐接受游擊訓練。1962年7月至1963年10月，人民組織與其他反殖民團體舉行談判，並在安哥拉共同組成軍事聯盟。隨後該軍事聯盟還吸納了分離主義的卡普里維非洲民族聯盟，目的是為了打擊南非在卡普里維地帶的統治。除了東方集團之外，埃及亦繼續協助培訓解放軍人員。到了1964年，解放軍其他人員也被送往加納、阿爾及利亞、中華人民共和國以及北韓接受軍事教學。同年6月，人民組織承認其正在致力發動不可逆轉的武裝革命。
非洲統一組織成立了解放委員會，使人民組織的國際地位得以進一步提升，而民族聯盟則步入以往從未有過的政治衰落時期。解放委員會從非統組織成員國手上獲得大約20,000英鎊的強制性捐款；這些資金全數用於支援西南非洲的民族主義運動。然而，由於民族聯盟不願意保證該20,000英鎊將會用於武裝鬥爭，因此最終該筆捐款給予了人民組織。隨後非統組織撤回對民族聯盟的承認，而人民組織則成為唯一合法的泛非主義組織。在非統組織的協助下，人民組織於盧薩卡、開羅以及倫敦開設了外交辦事處。與此同時，民族聯盟開始了一項為期十年的計劃，以嘗試組成一支屬於自己的游擊隊。
1965年9月，解放軍游擊隊的第一批六名幹部（簡稱為“第一組”）離開了孔瓜難民營，並前往西南非洲進行滲透。“第一組”首先進入安哥拉，然後再越過邊境進入卡普里維地帶。起初，南非未能發現其入侵，這鼓勵了一些幹部分別在1966年2月與3月嘗試以自己的方式來進行滲透。至於第二批幹部（簡稱為“第二組”）則由有“卡斯特羅”及“倫納德·南戈洛”之稱的倫納德·菲利蒙·舒亞（Leonard Philemon Shuuya）領導。“第二組”在越過安哥拉邊界之前已經迷路，而在游擊隊殺害兩名店主與一名流浪漢後，幹部們的行動變得分散起來。葡屬西非當局收到當地民眾提供的消息，拘捕了游擊隊其中三名幹部。同年3月至5月期間，包括舒亞在內的另外八名幹部於卡萬戈蘭被南非警方拘捕。舒亞後來再次在孔瓜出現，他聲稱被捕之後成功從綁架者手上逃脫。此外，舒亞亦協助策劃了兩次的進一步入侵計劃：第三批解放軍小組於7月進入奧萬博蘭，而第四批則定於9月進入。

### 战争投入扩大与地雷战
Omugulugwombashe的失利和托比亚斯·海因耶科的溃败，迫使解放军重新评估战术。游击队以更大规模展开团体行动，增加与安全部队相遇时幸存的机会，从而重新击中力量渗透平民。解放军干部乔装成农民，了解地形及观察南非巡逻军的动向，不会引人怀疑。由于他们在田里只携带能够带上的物资，这也成了一种后勤优势。如果没带上物资，游击队仍会依赖富有同情心的平民获取食物、水等必需品。1967年7月29日，防衛軍情报显示，大批解放军聚集在安哥拉边界以北130公里处的定居点Sacatxai。8月1日，南非的T-6哈佛战斗机轰炸Sacatxai，不过大部分目标逃脱。1968年10月，解放军的两支部队越境到奥万博兰。相较于之前的行动，这次入侵的成效并不明显，到年底已经有178名乱党被警方杀害或逮捕。
1950年代到60年代的大部分时间，南非政府利用彩票实行有限的兵役制度，弥补国防的需求。1967年中，国民党政府在南非全体白人男性中实行全面征兵制度，为防衛軍扩充兵力，应对日益增长的叛乱威胁。1968年1月起，国家每年发起两次征兵令，每位现役军人需要进行为期九个月的军事训练。Sacatxai的空袭也标志着南非战术的基础型转变，防衛軍首次表现出在境外打击解放军的意愿。尽管安哥拉当时是葡萄牙的海外属地，里斯本还是批准防衛軍跨境开展报复性战役的要求。1967年5月，南非在Rundu建立新的设施，协调防衛軍和葡萄牙武装部队联合空中行动，并于梅農蓋和奎托夸納瓦萊设立常任联络官。

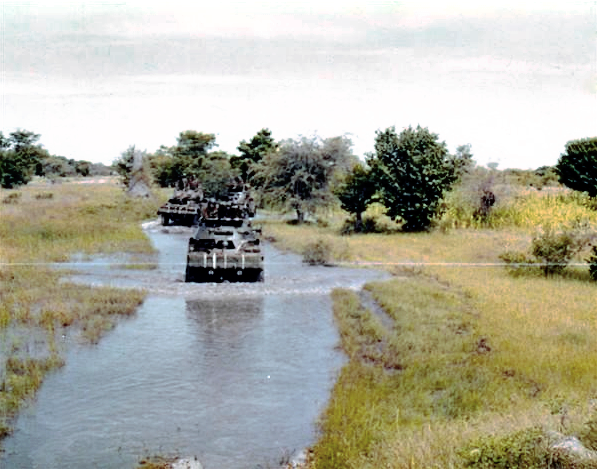
1970年代奧萬博蘭的Ohangwena的南非裝甲縱隊。 像這樣的車輛縱隊是PLAN埋伏和埋雷的主要目標。

随着战事的白热化，南非的吞并案在国际社会逐渐降温，就在此时，一股前所未有的同情人民组织的浪潮兴起。尽管和国际法院的咨询意见相反，加上埃塞俄比亚和利比里亚驳回案件，联合国宣布南非未能履行确保西南非洲原住民道德和物质福祉的义务，南非的托管地因此被否决，這意味著南非無權再管理該領土，此後西南非洲將由聯合國大會直接負責，並設立了聯合國西南非洲專員的職位以及一個特設理事會，為地方行政管理建議實用手段。南非堅持認為，它不承認聯合國在任務授權方面的管轄權，並拒絕向專員或理事會簽證。1968年6月12日，聯合國大會通過了一項決議，宣布根據其人民的意願，將西南非洲更名為納米比亞。1969年8月通過的聯合國安全理事會第269號決議宣布，南非繼續佔領“納米比亞”是非法的。承認聯合國的決定後，SWALA更名為納米比亞人民解放軍。
為了恢復軍事主動，在坦桑尼亞舉行的1969–70年SWAPO協商會議上討論了將地雷作為PLAN的一項整體戰略。PLAN的領導層支持部署地雷的計劃，以彌補其在大多數常規方面對南非安全部隊的劣勢。不久之後，PLAN開始從蘇聯購得TM-46地雷，這些地雷是為反坦克目的設計的，並生產了一些帶有TNT的自製“盒裝地雷”，用於殺傷人員。這些地雷在策略上沿道路放置，以防警察護送隊或在伏擊之前將它們扔亂。游擊隊還在與安哥拉的長邊界上沿著其他的滲透路線放置。西南非洲地雷的擴散最初導致大量警察傷亡，並將在接下來的二十年中成為PLAN戰爭努力的最重要特徵之一。
1971年5月2日，一輛警車在卡普里維地帶擊中一枚地雷，很可能是TM-46。由此產生的爆炸在道路上炸出了一個直徑約2米的大洞，使車輛墜落，炸死了兩名高級警官，並炸傷了另外九人。這是記錄在西南非洲土地上的第一起與地雷有關的事件。1971年10月，另一輛警車在卡蒂瑪穆利洛（Katima Mulilo）附近引爆了一枚地雷，炸傷了四個警員。第二天，第五名警官踏上與第一名警官直接相鄰的第二枚地雷時遭到致命傷。這反映了一項新的PLAN策略，即將殺傷人員地雷與其反坦克地雷平行放置，以殺死從事初步地雷探測或檢查前次爆炸現場的警察或士兵。1972年，南非承認由於地雷又造成兩名警察死亡，另外三人受傷。
卡普里維（Caprivi）和其他農村地區的地雷氾濫使南非政府感到嚴重關切，因為它們很容易使PLAN幹部隱藏，發現的機會很少。可以使用手持式探雷器在掃雷的道路上掃地，但速度太慢且乏味，無法確保警察迅速行動或保持民用路線暢通。 南非防衛軍擁有一些掃雷設備，包括安裝在坦克上的連鏟和犁，但這些設備也不被認為實用。每天面對PLAN突擊手的道路的絕對距離對於每天的偵查和清理工作來說實在太大了。對於防衛軍和警察來說，唯一可行的選擇是採用帶有防雷車體的裝甲運兵車，即使遇到地雷，它們也可以在道路上快速移動，對乘客幾乎沒有危險。這將演變成一類新型的軍用車輛，即防雷和伏擊防護車（MRAP）。到1972年底，南非警察用防雷車在卡普里維地帶進行大部分巡邏。

### 奥万博兰政治动荡
1970年6月，联合国安理会第283号决议通过，呼吁联合国各会员国关闭或避免在西南非洲设立大使馆或领事馆。决议也建议，只要西南非洲仍处在南非的统治下，就对当地进行撤资、抵制或自行制裁。鉴于事态的发展，安理会征求国际刑事法院关于“各国承认南非继续控制纳米比亚的法律后果”。人民组织和非洲统一组织最初反对这一行动方针，他们的代表认为法院的裁决像1966年那次一样，也是尚无定论的决定，担心会进一步巩固南非在吞并案中的定位。尽管如此，安理会的普遍看法是，自1966年起国际法院法官的组成发生了变化，更有可能作出支持民族主义运动的裁决。根据联合国的要求，人民组织可以在法庭上作出非正式游说，甚至可以派观察员到庭。
1971年6月21日，国际刑事法庭撤销先前不裁决南非托管地合法性的决定，表示以持续延长所谓的托管地是非法的。此外，法院认定比勒陀利亚有义务立即撤走行政当局，否则，联合国各成员国必须暂停表示南非政府管治当地的政治或商业交易。法庭的裁决于同日被公布时，南非总理巴尔萨泽·约翰内斯·沃斯特“出于政治动机”，拒绝接受，实际上他的决定没有实质基础。另一方面，裁决激发纳米比亚福音派路德教会主教公开上书沃斯特，谴责种族隔离政策及南非继续统治。当地所有的黑人路德派教会、其他地方的天主教和圣公会教区都读了他的信。信件使得黑人群体的战斗力高涨，在人民组织的支持者中尤为明显。当年，奥万博兰的学校纷纷组织群众示威活动，抗议南非政府。
1971年12月，西南非洲土著人民专员Jannie de Wet公开演讲，支持在当地有争议的合同劳工法规，引起鲸湾港15,000名奥万博工人大罢工。之后，温得和克的市政工人加入罢工行列，钻石矿、铜矿和锡矿工人纷纷响应，特别是在楚梅布、赫魯特方丹和奥兰治蒙德。同月晚些时候，25,000名奥万博农场工人加入行列，至此这场全国性的罢工影响到一半生产力。南非警察逮捕了部分罢工工人，强行驱逐其他人到奥万博兰。1972年1月10日，Johannes Nangutuuala组建特设罢工委员会，与南非政府展开谈判：罢工者要求结束合同劳工、依照个人技能和兴趣申请工作、自由辞职、让在其他地方工作的工人携家眷离开奥万博兰、与白人工人同工同酬。
南非政府作出让步，接受Nangutuuala提出的诉求，包括实行统一的工作时间、允许工人换工作，罢工得到平息。招聘劳工的责任落到了奥万博兰部落当局的身上。然而，数千名遭解雇的奥万博工人仍不满当局开出的条款，拒绝重返工作岗位。他们袭击了部落首领，破坏物资控制站和政府办公室，以影响奥万博人自由巡回放牧为由，拆毁大约100公里的边境围栏。骚乱还助长了夸摩马语奥万博人的不满情绪，他们摧毁牛疫苗接种站和学校，袭击四个边防哨所，杀死、伤害部分防衛軍士兵及一个葡萄牙民兵部队的成员。南非政府于2月4日宣布奥万博兰进入紧急状态。媒体遭到管制，白人民众进一步向南疏散，公共集会被取消，安全部队有权无限期拘留可疑人员。警方向边境派出增援部队镇压叛乱，逮捕213名奥万博人。南非当局对当地的暴力行动非常警觉，派遣了大批防衛軍特遣队。葡萄牙也加入，援军跨越边境朝南部前进。到3月底，当地基本恢复秩序，余下的罢工者陆续返回工作岗位。

奧萬博蘭旗幟。1973年，奧萬博蘭作為一個自治的班圖斯坦獲南非政府授予自治地位。

南非指责人民组织煽动罢工和随后的骚乱。组织的代主席纳撒尼尔·马克西里利承认，罢工队伍中有相当大一部分组织的成员和支持者，但指出奥万博劳动长期以来希望西南非洲改革劳动法，表示国际法院作出关键裁决后不久，便组织罢工，希望利用罢工增加关注，吸引更多的人了解他们的不满。罢工对奥万博大部分人口产生政治化影响，后来加入的工人投入到更广泛的政治活动中，加入人民组织。没有重返岗位的2万多名罢工者，逃到了其他国家，其中人数最多的赞比亚把他们招募为游击队员。支持解放军的农民也有所增加，他们大多同情罢工者，不满传统酋长与警察积极合作。
次年，南非将自治权力转交给菲萊蒙·埃利法斯·蘇姆巴酋长和奥万博立法机关，有效地授予奥万博兰有限的自治权。然而，民众反感当地政府，加上人民组织的抵制，立法选举的投票率非常的低。

### 警察撤离
凭着数千位新兵和日益高级的重型武器，人民组织叛军于1973年与安全部队展开更为直接的对抗。叛乱活动以伏击战及特定目标袭击的形式进行，其中靠近赞比亚边境的卡普里维地带的攻势最为猛烈。1月26日夜，约50名全副武装叛军用迫击炮、机关枪和一支单人管便携式火箭发射器突袭了西加拉姆韋的一间派出所。警方装备较差，无法挫败袭击，而派出所经受不住最开始的火箭车攻势，高级官员和他的副手身亡。到1973年底，人民组合叛军席卷了卡普里维、奥万博兰、凯科兰和卡万戈兰的六个地区，成功吸纳2,400名奥万博人和600名卡普里维人进入游击队。当年组织报告显示，武装分子计划在西南非洲中部开辟两条新的阵线，并于温得和克、沃尔维斯湾及其他重要城市的中心地点策划起义。

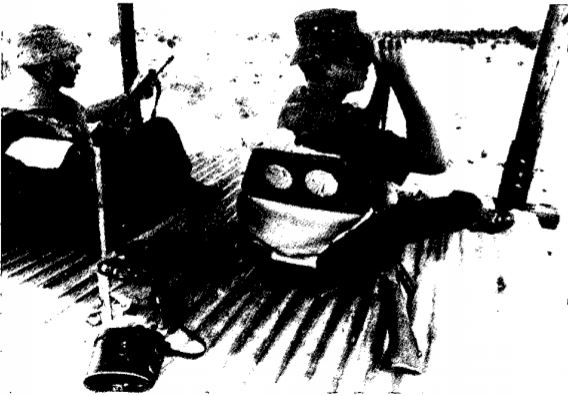
“切割線行動”期間，兩名防衛軍邊防哨兵正在監視游擊隊的幹部。

直到1973年，南非边境战争仍被视作执法事件，而非军事冲突，反映出英联邦国家把警方视作镇压叛乱的中坚力量。南非警察确实具备准军事能力，之前曾参加罗德西亚丛林战争。然而，警方没能成功阻止西南非洲不断升温的战争，镇压叛乱的全部责任于1974年4月1日转移到防衛軍上面。三个月后的6月，南非警方的最后一支常规部队撤出西南非洲边境，那时当地有1.5万防衛軍人员。防衛軍的预算于1973年到1974年增长将近150%。1974年8月，防衛軍宣布成功肃清于安哥拉边境5公里處的冲突，並宣布会加强巡逻，监视叛军渗透活动迹象，这场行动被称为“切割線行動”。

## 安哥拉前线（1975年至1977年）
1974年4月24日，葡萄牙爆发康乃馨革命，馬爾塞洛·達斯內維斯·阿爾維斯·卡丹奴政府被推翻。同时，右翼运动新国家的倒臺，敲响了葡萄牙帝国的丧钟。康乃馨革命过后，安哥拉政局动荡，内战一触即发。南非认为，安哥拉当地获苏联支持的亲组织政权不太可能给西南非洲带来日渐增强的压力。由于葡萄牙减少巡逻及活跃的行动，安哥拉解放军的入侵开始激增。
1974年最后几个月，葡萄牙表明会给安哥拉独立，同时与敌对的安哥拉民族主义者匆促展开一系列谈判，敲定共享权力的《阿沃协定》。当时，安哥拉有三个活跃的民族主义组织：安哥拉人民解放运动、争取安哥拉彻底独立全国联盟和安哥拉民族解放阵线。三个组织的共同目标是将国家从殖民统治中解放，均参与安哥拉独立战争，不过支持他们的种族阵营、意识形态倾向及与外国政党政府的矛盾关系都各不相同。尽管三个政党的社会主义倾向较为模糊，但解放运动是当中唯一与苏联关系密切、公开实行马克思主义政策的政党。有别于解放阵线和联盟，解放运动坚持一党专政概念，而阵线和联盟表示自己反共产主义、亲西方。
南非人認為，如果解放运动成功夺得权力，就会军事支持人民组织，从而将与西南非洲的斗争提升到空前激烈的程度。虽然葡萄牙殖民政府的垮台势在必行，比勒陀利亚还是希望建立一个立场温和的反共政府，从而让这个政府继续与防衛軍展开合作，一同否认人民组织在安哥拉领土设立的基地。这导致总理沃斯特和南非情报局长亨德里克·范·登·伯格在安哥拉展开一场重大的秘密行动——“萨凡纳行动”，阵线和联盟因此秘密获得武器和金钱。联盟领导人若纳斯·萨文比表示知道安哥拉南部人民组织的所在位置，计划“攻击、拘留或驱逐”组织战斗人员。解放阵线领导人霍尔顿·罗伯托也保证防衛軍可以在安哥拉自由追踪组织人员。

### 萨凡纳行动
《阿沃协定》签订几天后，中央情报局发动“IA Feature行动”，援助解放阵线，既定目标是防止苏联支持的军队在安哥拉轻松获胜。美国在当地寻找能够参与行动的盟友，认为南非是击败亲苏联的人民解放运动的“理想解决方案”。在美国的默许下，解放阵线和全国联盟开始在安哥拉南部和北部集结大批军队，试图获得战略上的优先。《阿沃协定》设立的过渡政府解体后，解放运动要求共产主义盟友提高支持。1975年2月到4日，解放运动的武装力量安哥拉人民解放军获得苏联的船运补给，其中大多数经古巴和刚果人民共和国转运。到5月底，解放军结束约200名军事顾问的指导训练。但接下来两个月，他们接连输给了解放阵线和全国联盟，军事力量被逐出安哥拉首都罗安达。
南非国防部长彼得·威廉·波塔认为，解放运动很明显占据了上风。1975年6月，波塔签署备忘录，指出解放运动“不管出于什么样的目的和意图，都可能是安哥拉的最终统治者，除非有不可预见的急剧事态发展，这种结果才能被改变”。向西南非洲供电的卡鲁克水力发电站爆发零星冲突后，波塔终于有机会加紧防衛軍在安哥拉的行动。8月9日，1,000名南非士兵穿越安哥拉占领卡鲁克。他们的公开目标是保护水利发电设备和部署在当地的平民工程师，但实际上是要搜寻解放军干部，削弱解放阵线。

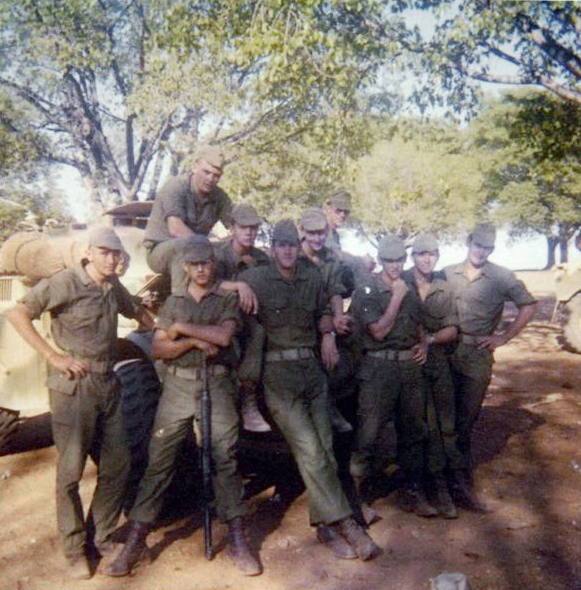
穿着无辨识制服的南非士兵。

10月25日，南非决定派出2,500名士兵参战，成为安哥拉冲突的一个分水岭。至此，解放阵线获得了大量更加先进的武器，包括T-34-85坦克、轮式装甲运动车、牵引式火箭炮和野战炮。尽管设备大多数很陈旧，但对付素质稂莠不齐、装备低劣的解放军绰绰有余。10月初，解放军在新里斯本的全国联盟国家总部发动大型联合武器攻势，面对非常艰难的战况，联盟在一小队防衛軍顾问的帮助下勉强将来犯的解放军击退。在防衛軍看来，事实证明，全国联盟和解放阵线都没有能够占领控制领土的军队。南非需要自己的战斗部队不仅能捍卫盟国，也能够果断反攻解放军。这项提议获得南非政府的赞同，但条件是只允许建立一支小型的特勤队。因此，参与进攻行动的防衛軍要假扮特勤人员，名牌等可辨识身份的装备都没有，只获补发不起眼的制服和武器，以便掩人耳目。
10月22日，防衛軍空运更多的军事人员和一支伊兰装甲车中队，增加席尔瓦波多联盟阵地的防备。几天之内，他们占领了相当大的领土及数个战略定居点。防衛軍的进攻非常迅速，一天之内就能够将解放军赶出两到三个城镇。最终，南非的远征军被分成三个步兵和装甲列，涵盖更多地区。比勒陀利亚打算让防衛軍帮助全国联盟和解放阵线在安哥拉正式独立日到来前赢得内战。按照葡萄牙政府的计划，11月11日当天安哥拉独立，葡萄牙悄悄撤离。到11月初，三个防衛軍阵列占领了18个主要城镇，包括几个省会城市，并向安哥拉渗透了五百多公里。苏联接获防衛軍已经公开干涉解放阵线和全国联盟的情报，开始准备向解放军空运大批武器。

### 古巴回应——卡洛塔行动
11月3日，一個前進到安哥拉本格拉的南非部隊暫停了對解放運動基地的進攻，該基地設有大量的古巴顧問訓練部隊。當古巴總理菲德爾·卡斯特羅收到有關顧問已由南非防衛軍正規兵聘請的報導時，他決定批准解放運動領導人提出的直接軍事援助要求。卡斯特羅宣布，他本著無產階級國際主義和對解放運動的團結精神，將派出“贏得這場鬥爭所需的所有人員和武器” 。卡斯特羅将這次行動以其提出者卡洛塔的名字命名，后者是一名在古巴組織奴隸叛亂的非洲婦女。
第一批古巴戰鬥部隊於11月7日開始從安哥拉內政部的一個特別準軍事營撤出，前往安哥拉。緊隨其後的是古巴革命武裝力量的一個機械化營和一個砲兵營，他們乘船出發，直到11月27日才到達羅安達。它們由蘇聯飛機進行的大規模空運提供。蘇聯還向羅安達部署了一支小型海軍特遣隊和約400名軍事顧問。重型武器從華沙條約組織的各個成員國直接空運並運輸到安哥拉，以運抵抵達的古巴人，包括坦克，直升機，裝甲車，甚至還有十架由古巴和蘇聯技術人員組裝的米格-21戰鬥機在羅安達。到該年年底，安哥拉境內有12,000名古巴士兵，幾乎是南非防衛軍在西南非洲的全部規模。解放陣線在11月10日企圖佔領羅安達時，在吉方剛多戰役中慘遭挫敗，而首都由於獨立而仍由解放運動掌握。

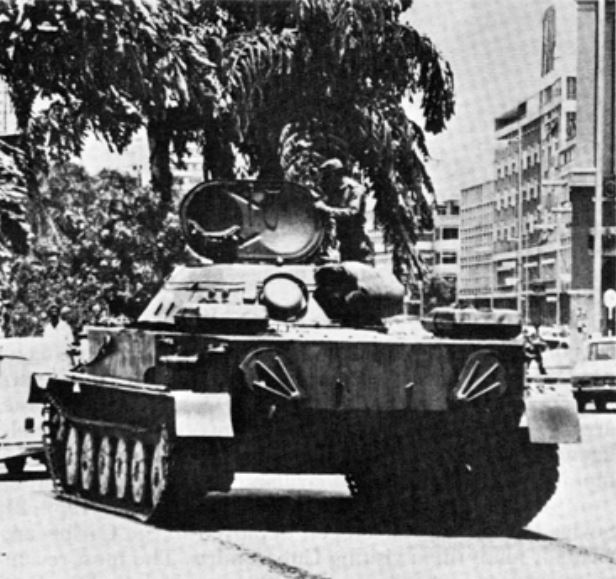
1976年盧安達街頭的PT-76坦克。

在整個11月下旬和12月初，古巴人集中精力與北部的解放陣線作戰，並制止了扎伊爾代表該運動進行的流產入侵。此後，他們重新集中力量遏制南非防衛軍在南部的發展。整個12月下旬，南非和古巴軍隊進行了一系列的流血但無定論的小規模戰鬥和戰鬥。然而這時防衛軍介入的消息被洩露給國際媒體，在幾家歐洲報紙上也出現了安盟防綫後的防衛軍裝甲照片。事實證明，這對南非政府是一個重大的政治挫折，幾乎因為它干涉了一個黑人非洲國家而受到普遍譴責。此外，它激發了尼日利亞和坦桑尼亞等有影響力的非洲國家承認解放運動為安哥拉的唯一合法政府，因為該運動與南非侵略行為的鬥爭使其在非統組織中具有合法性。
南非呼籲美國提供更多直接支持，但是當中央情報局在武裝解放陣線的角色也公開時，美國國會終止了該計劃，並拒絕了該計劃。面對地區和國際的譴責，防衛軍決定在1975年聖誕節前後決定退出安哥拉。撤軍始於1976年2月，一個月後正式結束。由於解放陣線和安盟失去了來自中央情報局的後勤支持以及南非防衛軍的直接軍事支持，他們被迫放棄其大部分領土，以進行新的解放運動進攻。解放陣線幾乎全部被殲滅，但安盟成功撤退到該國林木茂密的高地，在那裡繼續發動堅定的叛亂。薩凡納行動被普遍認為是戰略性失敗。南非和美國已為實現防止安哥拉獨立之前贏得解放運動勝利的最初目標投入了資源和人力。但是薩凡納的早期成功為解放運動政治局提供了成倍增加古巴軍隊和蘇聯顧問部署的理由。
中央情報局正確地預測，古巴和蘇聯將繼續以任何必要的水平支持武裝部隊，而南非傾向於撤軍，而不是冒造成大量人員傷亡的風險。防衛軍在行動中喪生28至35人。另外100人受傷。 7名南非人被抓獲並在安哥拉新聞發布會上展出，這是南非防衛軍參與的生動證據。眾所周知，古巴的人員傷亡要高得多。與防衛軍或安盟的交戰中有數百人被殺。20名古巴人被俘：安盟17人，南非人3人。南非國民黨由於薩凡納而遭受了一些國內影響，因為沃斯特（Vorster）總理已對公眾隱瞞了這次行動，因為他擔心會驚嚇安哥拉土地上部署的國民軍的家屬。南非公眾對得知這些細節感到震驚，當地政府也計劃政府掩蓋這場災難。

### 清党行动
在解放運動取得政治和軍事勝利之後，歐洲經濟共同體和聯合國大會將其確認為新安哥拉人民共和國的正式政府。1976年5月左右，解放運動與莫斯科達成了幾項新的協議，以在外交，經濟和軍事領域進行廣泛的蘇安合作。同時，兩國也共同表示聲援納米比亞爭取獨立的鬥爭。
古巴，蘇聯和《華沙條約》其他成員國特別有理由以無產階級國際主義的形式參與安哥拉內戰。該理論強調所有左翼革命鬥爭之間的社會主義團結，並提出成功革命的目的之一是同樣確保其他地方的成功。特別指出，古巴已經徹底接受了國際主義的概念，其在安哥拉的外交政策目標之一是推翻殖民或白人少數派政權，以促進南部非洲的民族解放進程。因此，古巴在安哥拉和西南非衝突方面的政策變得緊密相關。隨著古巴軍事人員開始越來越多地出現在安哥拉，他們也抵達贊比亞幫助訓練解放軍。南非的國防機構從多米諾骨牌理論的角度了解了古巴的這一方面，並在較小程度上了解了蘇聯的政策：如果哈瓦那和莫斯科成功在安哥拉建立一個共產主義政權，那麼他們嘗試在西南非洲採取同樣的態度只是時間問題。

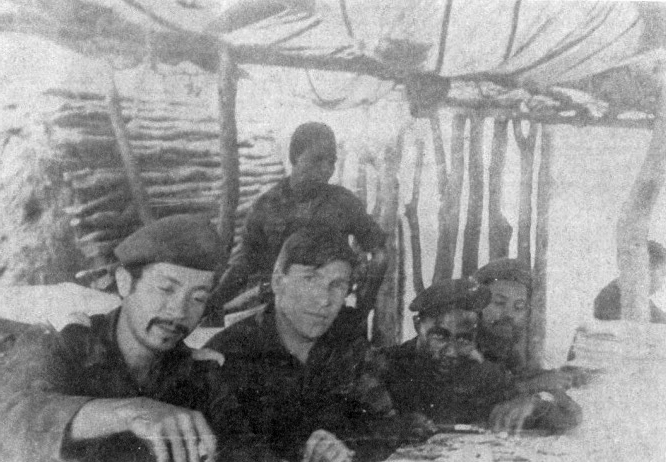
蘇聯的指導人員培訓解放軍新兵，攝於1970年代末。

薩凡納行動推進了人民組織與安哥拉民族主義運動之間的合作。直到1975年8月，人民組織在理論上都與解放運動保持一致，但實際上解放軍在安哥拉獨立戰爭期間與安盟保持著密切的工作關係。1975年9月，人民組織發表了公開聲明，宣布其打算在安哥拉內戰中保持中立，並避免支持任何單一的政治派別或政黨。隨著3月南非撤軍，薩姆·努喬馬（Sam Nujoma）撤回了其運動的早期職位，並認可解放運動為“安哥拉人民的真實代表”。在同一個月，古巴開始從贊比亞飛往安哥拉的少量解放軍招募人員，開始進行游擊訓練。解放軍與古巴人和解放軍分享情報，從1976年4月起甚至與他們一起對抗安盟。解放軍經常使用解放軍幹部駐守戰略要地，同時騰出更多自己的人員來進行其他地方的部署。
新興的解放運動-人民組織聯盟在1976年3月至4月之間的派系主義和一系列解放軍叛變在1976年3月至4月間破壞了派系主義和一系列解放軍兵變，這具有特別的意義。人民組織與讚比亞政府之間的關係已經受到困擾，原因是，對卡普里維（Caprivi）的解放軍襲擊日益加劇，經常引起南非對贊比亞的報復。當人民組織的執行委員會證明無法制止解放軍起義時，贊比亞防衛軍動員了多個軍營並將持不同政見者趕出他們在西南非難民營的基地，據估計俘虜了1,800人。人民組織的新聞部長安德烈亞斯·希潘加隨後被要求對這次起義負責。贊比亞總統肯尼斯·昆達將希潘加和其他幾名高級持不同政見者驅逐回坦桑尼亞，同時將其他人關押在偏遠的軍隊設施中。薩姆·努喬馬（Sam Nujoma）指責他們為南非特工，並清除了倖存的政治領導和解放軍隊伍。解放軍法庭在盧薩卡判處40名叛逃者死刑，其他數百人失踪。 卡翁达政府與解放軍之間的緊張關係開始在ZNDF中產生影響。贊比亞軍官和應徵人員沒收了解放軍的武器，騷擾了忠實的叛亂分子，使關係緊張，士氣低落。
贊比亞的危機促使解放軍應解放運動的邀請將其總部從盧薩卡遷至安哥拉盧班戈。此後不久，人民組織的政治派別也加入了該組織，後者又搬到了羅安達。人民組織的隸屬關係和與解放運動的接近可能影響了其同時左傾；該黨採用了更為公開的馬克思主義話語，例如基於科學社會主義的理想和原則致力於建立無階級社會。自1976年起，人民組織一直將自己視為解放運動的思想同盟和軍事同盟。
1977年，古巴和蘇聯在安哥拉建立了數十個新的訓練營，以容納解放軍和該地區的另外兩個游擊運動，即津巴布韋人民革命軍和民族之矛。古巴人提供了教練和專職官員，而蘇聯人則為游擊隊提供了更多的硬件。古巴和蘇聯在安哥拉的軍事任務之間的利益融合證明是成功的，因為它利用了每個夥伴的比較優勢。蘇聯的實力在於其龐大的軍工聯合體，這為加強解放軍及其盟友提供了原材料。古巴的實力在於對安哥拉的人力和部隊投入，其中包括熟悉蘇聯提供的先進武器並具有戰鬥經驗的技術顧問。為了減少南非襲擊的可能性，訓練營設在古巴或解放軍軍事設施附近，其附加優勢是能夠依靠解放軍盟友的後勤和通訊基礎設施。

## 外南非行动（1978年至1984年）

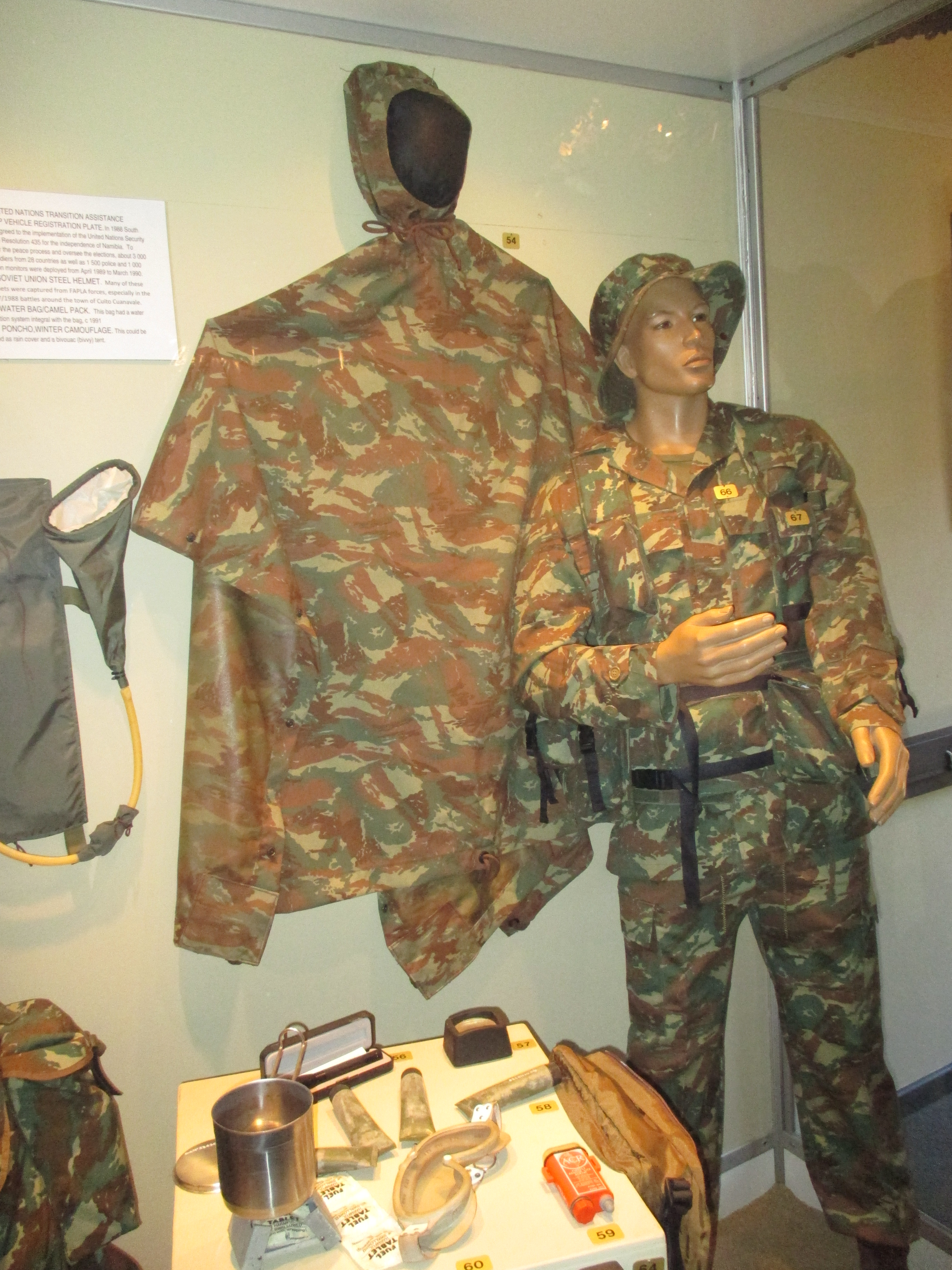
發給安哥拉人民解放軍的仿32營制服。该单位的成员经常穿着稀鬆平常的制服，以免在安哥拉行动时受到审查。

進入安哥拉為解放軍提供了無限的機會來訓練其部隊，並向西南非北部邊界滲透叛亂分子和補給。游擊隊在安哥拉納米貝通過使用海上的港口，公路和鐵路為其前進的作戰基地提供後勤在行動方面獲得了很大的迴旋餘地。蘇聯船隻在納米貝港口卸下了武器，然後通過鐵路將其轉運至盧班戈，並從那里通過一系列解放軍補給路線向南延伸至邊境。努喬馬在回憶錄中說：“我們的地理隔離已經結束”、 “彷彿一扇鎖著的門突然打開了……我們終於可以對我們的北部邊境進行直接攻擊，並大規模地部署我們的部隊和武器”。
1976年以後，防衛軍在奧萬博蘭、卡奧科蘭、卡萬戈蘭和東卡普里維的領土上設置了固定的防禦設施，以防滲透，並使用了兩個平行的電氣化圍欄和運動傳感器。該系統得到巡邏隊的支持，巡邏隊包括伊蘭裝甲車中隊、機動步兵、犬科部隊、騎兵和越野摩托車可以在崎嶇的地形上行駛；當地的薩恩人嚮導，奧萬博準軍事人員和南非特種部隊。解放軍試圖偷襲並迅速跨過邊境，但是在所謂的“下屬戰爭”中，南非防衛軍部隊在Cutline很大程度上在他們進入西南非前攔截了他們。戰鬥力首屈一指的是小型機動快速反應部隊，他們的作用是在發現解放軍後，追踪和消滅叛亂分子。這些快速反應部隊以營為單位，並在各個基地保持最大程度的戰備狀態。
防衛軍在安哥拉內部主要進行了偵察行動，儘管它的西南非部隊如果受到安哥拉方面的襲擊，可以穿越邊界自衛。他們到達聯絡點後，一支快速反應部隊尋求准許進入安哥拉或中止追擊。南非還成立了一個專職單位32營，負責重新考慮安哥拉的滲透路線。32營定期派遣從前解放陣線武裝分子招募並由南非白人人員帶領隊伍進入安哥拉最深五十公里的授權區域；它也可以派出一個排的反應部隊來攻擊脆弱的解放軍目標。由於他們的行動必須秘密進行，而且與南非軍隊沒有聯繫，因此有32營隊穿著FAPLA或解放軍制服，並攜帶蘇聯武器
氣候變化決定了雙方的活動。在夏季熱帶氣旋融匯區通過期間的季節性變化導致西南非北部在2月至4月之間每年出現大雨。雨季使軍事行動變得困難。茂密的樹葉為叛亂分子掩蓋了南非巡邏隊的踪影，雨水掩蓋了他們的踪跡。在4月底或5月初，解放軍的干部返回安哥拉，以逃避防衛軍重新進行的搜索與摧毀，並為來年重新訓練。
物理環境的另一個重要因素是西南非有限的道路網絡。 防衛軍基地的主要幹線是兩條西至魯阿卡納，北至奥希坎戈的高速公路，第三條從格魯特方丹穿過卡萬戈蘭到達龍杜。在戰爭期間，許多至關重要的道路基礎設施很容易遭到游擊破壞：無數的道路涵洞和橋樑被炸毀並多次重建。解放軍破壞者埋下地雷從而抓住以趕往被送去修理的南非工程師。地方部隊最常規的任務之一是在指定的高速公路上進行早上巡邏，以檢查地雷或通宵破壞。儘管他們付出了很大的努力，但幾乎不可能保衛或巡邏道路網絡上幾乎無數的脆弱點，而且地雷不停地造成損失；例如，1977年，南非防衛軍因公路地雷被炸死16人。除了破壞道路之外，防衛軍還被迫應對與遍及整個奧萬博蘭的軍事和平民游擊隊進行定期的伏擊。城鎮之間的往來是由防衛軍護送的，北部的道路在晚上六點至早上七點半之間禁止通行。來自奥沙卡蒂、翁丹瓜和龍杜的白人平民和行政人員開始例行攜帶武器，并且從不冒險遠離其設防的居民區。

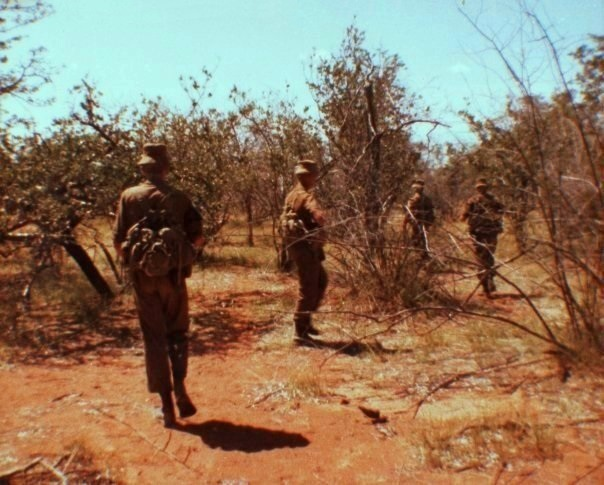
邊境附近加油站的南非軍人，攝於1980年代

解放軍不受南非重大攻勢的束縛，可以自由地鞏固其在安哥拉的軍事組織。在迪莫·哈馬博領導下，解放軍的領導重點是提升其在整個國家的通信和控制能力，解放軍將安哥拉前線劃分為三個軍事區，其中的游擊活動由一個作戰總部協調。西部司令部的總部設在威拉省西部，負責在卡奥科兰和西部奧萬博蘭的解放軍行動。中央司令部的總部設在韋拉省中部，負責在奧萬博蘭中部的解放軍行動。東部司令部的總部位於韋拉省北部，負責在奧萬博蘭德東部和卡萬戈蘭德的解放軍行動。
解放軍的三個地區總部各自發展了自己的部隊，這些部隊在軍事分工方麵類似於常備軍，並結合了諸如反情報，防空，偵察，戰鬥工程，破壞和砲兵等各種專長。東部司令部還於1978年創建了一支精銳部隊，被稱為“火山”，隨後又被稱為“颱風”，它們在奧萬博蘭德南部進行了非常規行動。
南非國防部長要求終止對Cutline以北的空中和地面行動的限制。博塔根據解放軍滲透的步伐加速，建議允許防衛軍1976年3月之前向安哥拉南部派遣大量部隊。沃斯特不願冒與薩凡納行動相關的國際和國內政治後果的風險，一再拒絕博塔的提議。儘管如此，國防部和防衛軍繼續主張對解放軍安哥拉避難所進行空中和地面打擊。

### 馴鹿行動
1977年10月27日，一群叛亂分子在Cutline襲擊了防衛軍一支巡邏隊，殺死5名南非士兵，並造成六人受傷。正如軍事歷史學家威廉·斯汀坎普（Willem Steenkamp）所記錄的那樣，“雖然按照第二次世界大戰或越南的標準，這不是一個大的衝突，但這是當時……低強度戰爭的一個里程碑”。三個月後，叛亂分子再次在Cutline進行巡邏，殺死了6名士兵。偷襲和滲透的數量不斷增加，正好與對西南非著名部落官員的暗殺企圖相吻合。也許這次部落首領最引人注目的暗殺是赫雷羅酋長克萊門斯·卡普歐的暗殺，南非將此歸咎於解放軍。沃斯特最終同意了博塔的要求，對安哥拉的解放軍進行報復性罷工，並且防衛軍於1978年5月發起了“馴鹿行動”。
馴鹿行動的一項有爭議的發展吸引了國際社會的關注。1978年5月4日，第44空降兵旅的一個營的特遣隊對安哥拉採礦城鎮卡辛加進行了一次掃蕩，尋找被認為是解放軍行政管理中心的地方。南非陸軍參謀長康斯坦德·維爾約恩中將告訴特遣部隊指揮官和他的直接上將約翰內斯·吉爾登胡伊斯將軍，卡辛加是解放軍的“計劃總部”，還充當了“治療重傷者的主要醫療中心”，以及被派往盧班戈和羅安達的訓練中心以及库内内東西部作戰基地的游擊隊新兵的集中點 由經驗豐富的專業官員的帶領下的這支特遣隊由較年長的公民預備役人員組成，他們中許多都在邊境服役過。
在猛烈的空中轟炸之後，約有370名傘兵進入了卡辛格，這是防衛軍的莫斯科目標。自此，對卡辛加事件有兩個不同的說法。雙方都認同一支南非空降部隊於5月4日進入卡辛加，而傘兵摧毀了一個大型營地，但他們在現場特點和所造成的人員傷亡方面存在分歧。人民組織和古巴的敘述將卡辛加列為難民營，南非政府的敘述將卡辛加列為游擊基地。第一個說法聲稱，卡辛加正在收容大量平民，這些平民逃離了西南非北部不斷升級的衝突，僅依靠解放軍提供糧食和保護。根據這一敘述，南非傘兵向難民開槍，其中大多數是婦女和兒童。那些未被立即殺害的人被有計劃地圍成一團，用刺刀刺殺。據稱結果是屠殺了至少612名西南非平民，幾乎都是老人，兒童和婦女。防衛軍的敘述承認造成約600人喪生，但聲稱大多數死者是為防衛營地周圍一系列戰壕而被殺死的叛亂分子。南非情報部門根據空中偵察照片將卡辛加確定為解放軍設施，該照片描繪了戰壕網絡和閱兵場。此外，瑞典記者在突襲前拍攝的遊行現場照片描繪了穿著便衣的兒童和婦女，但還是由穿著制服的游擊隊和大批軍人。人民組織堅稱其下令修築戰壕是爲了保護難民不被南非軍隊攻擊，而且是在營地工作人員幾週前註意到偵察機在頭頂上方時，它才下令在卡辛加挖出的戰壕掩蓋原本無法防禦的難民。它證明了建設閱兵場以此作為灌輸一種紀律和團結感的計劃的一部分的合理性。
防衛軍離開數小時後，西方記者和安哥拉官員在現場計數了582具屍體。防衛軍在行動中死亡3人，失踪1人。

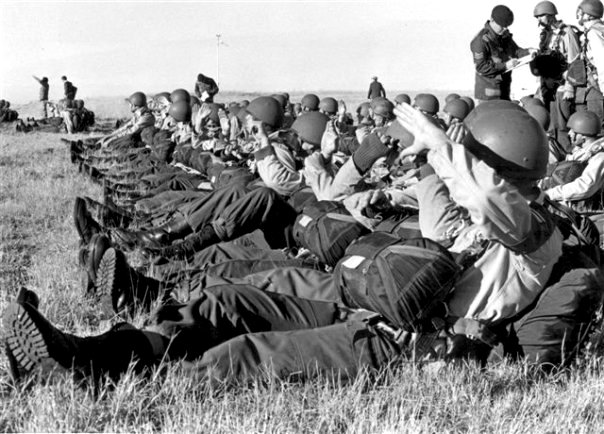
第44空降兵旅接受訓練。

在襲擊中，一個相鄰的古巴機械化步兵營駐紮在南部16公里處正南下對抗南非傘兵，但由於南非幻象3型戰鬥機和布莱克本掠夺者攻击机的空襲而遭受了幾次延誤。自薩凡納行動終止以來，南非和古巴軍隊之間的首次已知交戰中，有五輛古巴坦克和BTR-152裝甲運兵車中的一些步兵到達了卡辛加，而傘兵則被直升機空運了出去。這導致了曠日持久的交火，古巴宣佈有16人死亡，80多人受傷。古巴歷史學家如豪爾赫·里斯奎特（Jorge Risquet）認為卡辛格事件具有特殊意義，他指出這標誌著“古巴人和納米比亞人為抗擊南非軍人一起流血”。
在卡辛格遭到摧毀的同時，一個南非裝甲縱隊襲擊了切特克拉（Chetequera）的一個游擊中轉營地，代號為“越南行動”（Objective Vietnam），距離卡特琳僅約30公里。切特克拉（Chetequera）的防禦要比卡辛加（Cassinga）強得多，因此防衛軍遭到了強烈抵抗。與後者不同的是，它也被南非在地面上徹底地偵查，他們能夠用足夠的照片和文件證據來證明沒有平民。防衛軍在切特克拉（Chetequera）又有3人死亡，另外30人受傷。解放軍則有248人死亡和200人被俘。
1978年5月6日，聯合國安全理事會第428號決議譴責了馴鹿行動，該決議稱這是對安哥拉領土完整的侵犯，並威脅說如果南非防衛軍試圖再次入侵安哥拉領土，則將採取懲罰措施 。該決議幾乎得到了全世界的一致支持，不僅得到蘇聯的認可，而且得到美國，英國，法國，加拿大和西德等西方主要大國的認可 。隨著卡辛加事件的宣傳，美國和歐洲的態度已成為對南非及其進行戰爭的強烈批評之一 。值得注意的是，西方對聯合國施加壓力，要求其承認南非成為未來任何納米比亞和平解決方案中的平等夥伴。
卡辛格是人民組織的一項重大政治突破，該事件將那裡的人員傷亡描述為的納米比亞國家的烈士。該運動得到了空前的支持，形式是向其剩餘的難民營提供人道主義援助，並得到外國政府對本國的難民進行教育的幫助。

### 博塔局势升級
沃斯特的身體虛弱和對國內問題的關注，例如迫在眉睫的穆德門醜聞，從1978年5月至1978年9月他的注意力從西南非轉移開來，在此期間，南非防衛軍沒有再進行任何重大行動。但是，由於他沒有參加軍事事務，因此他不再能夠對抗博塔的鷹派立場國防機構。當那年晚些時候，沃斯特自願辭職時，博塔繼任總理。他的最後行動是拒絕聯合國秘書長库尔特·瓦尔德海姆起草的一項停火和納米比亞獨立過渡的提議。

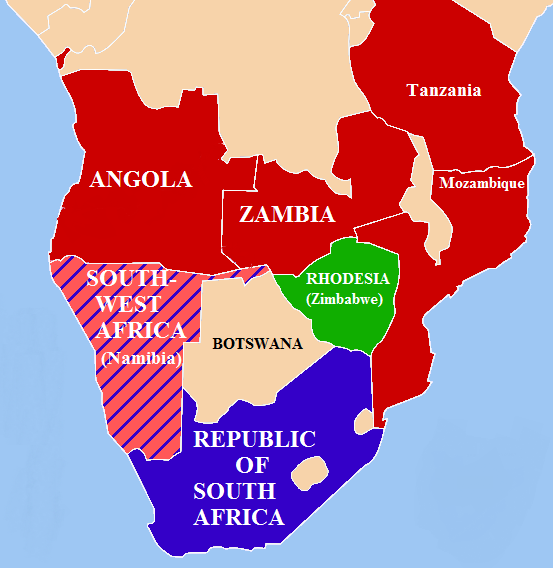
1978年至1979年間的局勢：
人民組織盟國
南非盟國
西南非洲（納米比亞）
南非

像馬格努斯·馬蘭將軍這樣的國防首長對博塔的升職表示歡迎，將先前的戰場逆轉——即薩凡納行動——歸咎於福斯特的優柔寡斷和“乏味”的領導。博塔以堅韌，不屈不撓的領導人而聲名鵲起，他會利用南非的軍事實力對外國敵人進行猛烈攻擊，特別是對任何形式的武裝挑釁進行報復。他特別批評西方和美國不願意對抗蘇聯的擴張主義，並宣布，如果南非不再能夠尋求“自由世界”的支持，那麼它將自行阻止共產主義進一步入侵該地區。在他擔任總理的頭三個月內，白人應徵入伍者的服役時間增加了一倍，並且在邊境附近的幾個防衛軍新基地開始建設。儘管在博塔就職時戰術上的情況幾乎沒有改變，但巡邏人員現在更頻繁地越過安哥拉，以沿其已知的滲透路線攔截和殲滅解放軍人員。
在切特凱拉（Chetequera）損失之後，解放軍試圖重建其前線作戰基地。叛亂分子還因卡辛加襲擊和公開威脅要受到報復而激怒。 解放軍副司令所羅門·休瓦拉在給他的參謀部的書面指示中說：“給比勒陀利亞施加沉重打擊，讓他們在很長一段時間內都不會忘記”、“我們一直在集中精力攻擊軍事目標及其部隊，但他們決定殺害婦女和兒童。必須對卡辛加進行報復”。正是從這一公報中得出了下一次大規模的解放軍進攻的名稱：復仇。經過一番商議，胡瓦拉選擇了卡蒂瑪·穆里洛（Katima Mulilo）作為目標，並派出了數支解放軍偵察隊，以獲取射擊位置和潛在砲兵觀察哨的數據。1978年8月23日，解放軍用迫擊砲和火箭彈轟炸卡蒂马穆利洛，炸死10名防衛軍人員。第二天，維爾約恩將軍，吉爾登胡伊斯將軍和西南非總督飛赴卡蒂瑪·穆里洛，檢查破壞情況。當三架法国宇航SA 321超级黄蜂式直升机從塞谢凯的解放軍防空陣地射擊時，這三人險些逃脫了死亡防衛軍的回應是用砲彈轟炸了塞谢凯，並掃蕩了距Cutline以北一百公里的解放軍叛亂分子。
1979年3月6日，博塔總理下令對安哥拉和讚比亞的某些目標進行報復性攻擊。這些行動的代號分別是雷克斯托克和薩夫蘭。南非軍隊降落在安哥拉的四個定居點附近：Heque，Mongua，Oncocua，Henhombe和Muongo，這些地區支持游擊隊。防衛軍在讚比亞停留的時間明顯更長，進行了五週不間斷的一系列戰鬥巡邏和伏擊。儘管雷克斯托克行動和薩夫蘭行動在戰術結果上並不成功，但它們確實挫敗了解放軍重建邊界附近大本營的嘗試。多數叛亂分子顯然隱藏了武器，消失在當地居民中。事實證明，這在讚比亞不太成功，因為南非巡邏隊和偵察機的不斷出現激怒了塞謝凱縣的平民。他們要求政府撤走其餘的解放軍戰士。卡恩達總統隨後屈服於壓力，並命令解放軍關閉其在讚比亞的後方基地設施，導致卡普里維安叛亂崩潰。
3月16日，安哥拉就因雷克斯托克行動侵犯其邊界和領空而向聯合國安理會提出正式申訴。聯合國安全理事會第447號決議獲得通過。該決議“強烈譴責南非的種族主義政權對安哥拉人民的蓄意，持續和持續的武裝入侵，這公然侵犯了該國的主權和領土完整，並對國際社會和平與安全構成了嚴重威脅。聯合國調查委員會在1979年記錄了防衛軍的415起違反邊界的行為，比上一年增加了419％。它還注意到其他89起事件，其中大多數是侵犯安哥拉土地上目標的侵犯空域或砲擊事件。

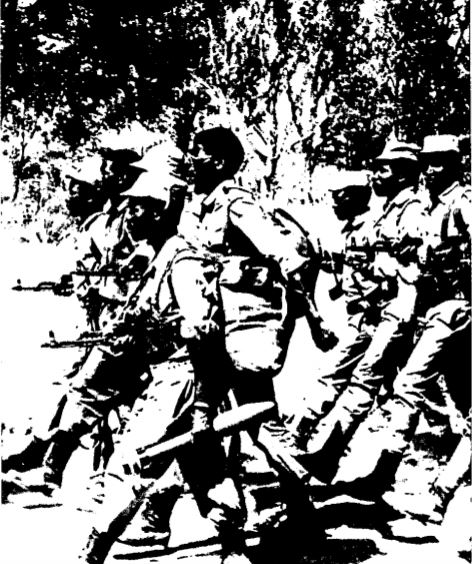
計劃游擊隊進行中。

羅納德·雷根在1980年美国总统选举中當選，美國與南非的關係發生了意想不到的變化。比勒陀利亞對雷根的堅強反共履歷和言論持謹慎樂觀的態度；在競選期間，他曾將南部非洲的地緣政治局勢描述為針對美國的“俄羅斯武器”。雷根總統和他的非洲事務助理國務卿切斯特·克羅克採取了與博塔政府進行建設性接觸的政策，恢復了美國駐南非大使館的武官，並允許防衛軍軍官在美國接受技術培訓。他們認為，針對南非的壓力策略將違反美國的區域目標，即對抗蘇維埃和古巴的影響。克羅克和他的上司亞歷山大·黑格在致南非外交大臣的私人備忘錄中說：“我們（美國）同意不要將納米比亞移交給蘇聯及其盟國的看法。在溫得和克的俄羅斯國旗是對我們來說對你來說都是不可接受的。”華盛頓也停止了對防衛軍跨境突襲的譴責，這被視為對後者在安哥拉和其他地方的行動的默示支持。這樣做的結果是鼓勵博塔針對解放軍開展更大，越來越雄心勃勃的行動。1980年至1982年，南非地面部隊三度入侵安哥拉，摧毀了邊界地區的解放軍後勤基礎設施。這些入侵分別被指定為懷疑行動，普羅梯亞行動和雛菊行動。
1979年3月，雷克斯托克行動進行時，人民组织幹部進一步撤退到安哥拉並重新集結防衛軍離開後，他們返回邊界庇護所，恢復突襲，伏擊和滲透企圖。奧萬博蘭的南非前哨基地經常遭到迫擊砲和火箭彈襲擊。雷克斯托克結案後一年，解放軍襲擊了Ondangwa的南非空軍基地，摧毀了幾架飛機並造成了人員傷亡。解放运动繼續向努喬馬的軍隊開放其軍械庫和訓練營，在古巴的協助下，解放軍成立了第一批常規重型武器單位，包括一個機械旅。叛亂分子還將奧萬博蘭東部的部分地區重組為“半解放”地區，解放軍的政治和軍事當局在那裡有效控制了鄉村。半解放地區的奧萬博農民接受臨時武器指導，然後被偷運回安哥拉接受更專門的訓練。

#### 普羅梯亞行動
1979年至1980年之間，滲透的速度大大加快，以至防衛軍被迫動員其後備力量並向西南非再部署8,000名士兵。南非的襲擊越深入安哥拉，戰爭的蔓延就越多，到1980年中期，戰鬥已擴展到比以前更大的地理區域。懷疑行動是南非自第二次世界大戰以來最大規模的聯合武器進攻，於6月在安哥拉境內一百八十多公里的奇福富亞（Chifufua）的解放军基地發起。奇福富亞，代號“目標煙殼”，被分為十二個堅固的建築群，周圍佈滿戰壕，防禦性掩體和防空陣地。防衛軍殺死了200多名叛亂分子，繳獲了數百噸解放軍彈藥和武器，陣亡17人。普羅蒂亞行動的規模更大，並造成更多的解放軍傷亡；與懷疑論者不同，這將造成解放运动重大的損失以及繳獲大量安哥拉軍事裝備和物資。當防衛軍在1981年8月首次意識到解放軍不斷發展的常規功能時，就計劃了普羅梯亞。其目標是疑似解放軍基地，位於翁吉瓦和桑貢戈的解放运动主要設施之外。由於有蘇聯顧問和全面的當地解放运动防空網絡的存在，攻擊任一定居點都被認為特別危險。
自1976年安哥拉與蘇聯簽署第一份正式合作條約以來，軍事領域便成為安哥拉與蘇聯關係的核心。蘇聯海軍受益於其使用安哥拉港口在整個大西洋南部進行演習，甚至與解放运动進行了談判，以建設永久性基地。羅安達被設定為苏联北方艦隊第30行動中隊的地區總部，該中隊包括11艘軍艦，其中3艘在任何時間都在港口。從1976年1月起，它也取代科納克里成為蘇維埃圖波列夫Tu-95轰炸机沿非洲西部海岸偵察飛行的主要基地。安哥拉《憲法》第16條禁止建立外國軍事基地，但如果認為基地權利對該國的國防至關重要，則可以例外。蘇聯認為繼續保持空中和海軍存在是保護安哥拉免遭南非入侵的必要措施。蘇聯高級軍官瓦列里·別利亞耶夫將軍指出，第30行動中隊“由於其存在的事實……限制了南非對安哥拉的侵略。” 
作為授予基本權利的交 換，解放运动成為了更先進的蘇聯武器的受益者在“懷疑論者”行動之後，蘇聯將價值超過五億美元的軍事裝備轉移給了解放运动，其中大部分顯然集中在防空上。這使南非的突襲更加困難，因爲需要更多空中掩護和付出更大傷亡。隨著採用更先進的武器，蘇聯技術和顧問支持對解放运动作戰能力的貢獻也變得越來越關鍵。到1981年，蘇聯駐安哥拉軍事特派團的顧問總數達到1,600至1,850名，部署在安哥拉武裝部隊的所有分支機構中。

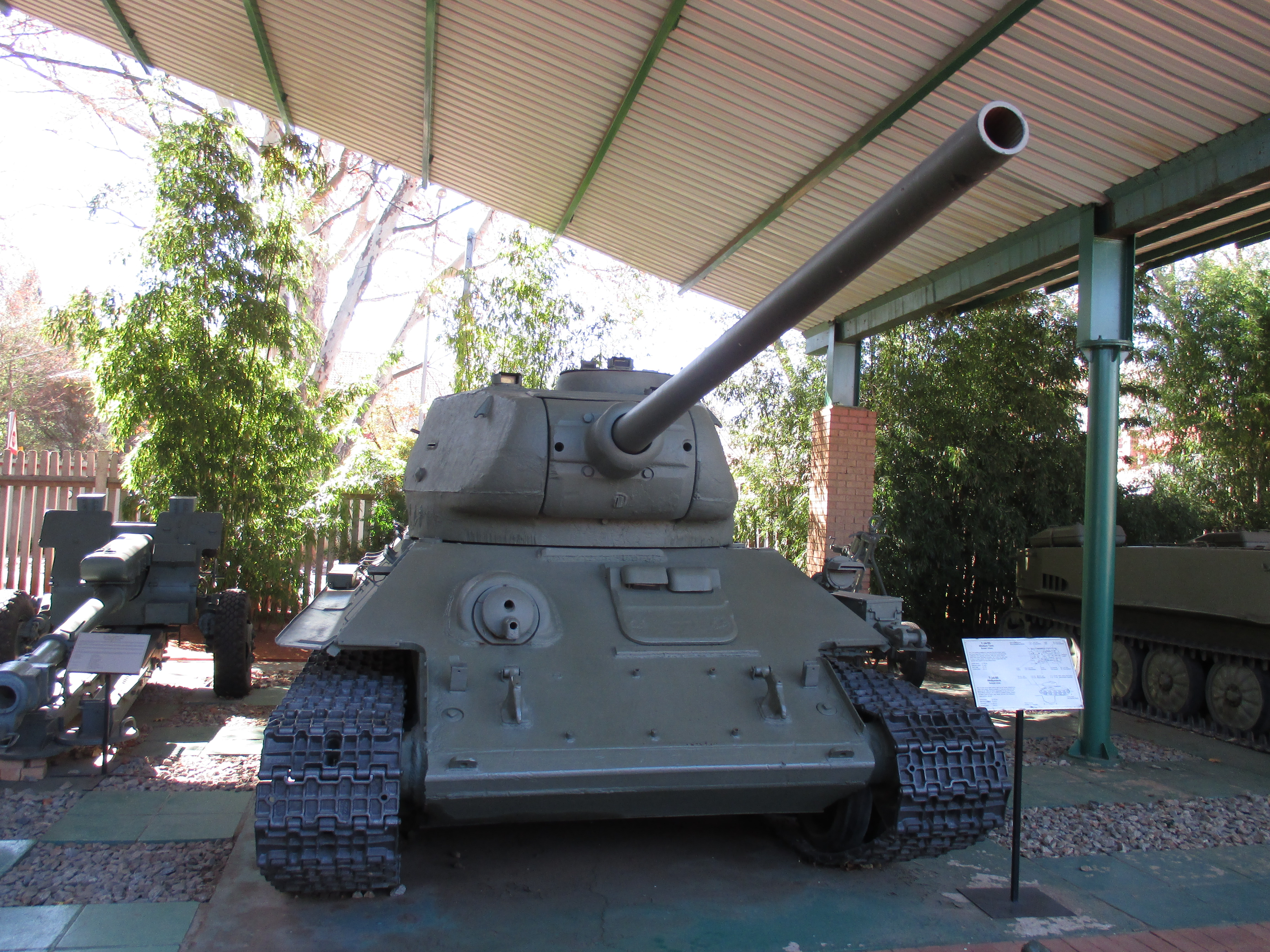
行动中被防衛軍缴获的解放军T-34-85坦克。

在“普羅梯亞”行動實施前幾週，南非防衛軍將軍查爾斯·勞埃德警告博塔，在安哥拉南部引入的預警雷達和2K12庫布“ SA-6”導彈使得向那裡的地面行動提供空中支援變得困難。勞埃德提到，解放运动建立現代蘇聯武器使常規   戰爭的可能性更大。普羅蒂亞行動的目標發生了相應的變化：除解放軍營地外，防衛軍還被命令消滅安哥拉的數個雷達和導彈站點以及指揮所。八天的血腥戰鬥發生在兩個南非裝甲縱隊能夠越過翁吉瓦和桑贡戈之前。防衛軍摧毀了解放运动的所有2K12導彈場，並俘獲了大約3,000噸蘇聯製造的設備，包括12輛T-34-85和PT-76坦克，200輛卡車和其他輪式車輛以及110輛9K32 Strela- 2枚導彈發射器。 防衛軍確有14人陣亡。解放运动和解放軍的總損失超過1,000人死亡，38人被俘。蘇聯軍事特派團有2死1被俘。
普羅梯亞行動導致防衛軍有效佔領了库内内省4萬平方公里。8月31日，美國否決了聯合國安理會的一項決議，該決議譴責這一入侵，並要求立即將防衛軍無條件撤出安哥拉。在普羅梯亞期間獲得的情報促成了1981年11月的雛菊行動，這是自薩凡納行動以來防衛軍對安哥拉的最大入侵。這次，南非地面部隊襲擊了邊界以北三百公里，以消除在斑比和凱拉奎拉的解放軍訓練營。那時，防衛軍殺死了70名解放軍叛亂分子，並摧毀了幾小批武器。解放軍提前獲悉了這次襲擊，並在防衛軍到達時幾乎完成了撤退。叛亂分子採取了短暫的拖延行動，而不是試圖保衛自己的基地。
安哥拉的空戰隨著地面戰鬥而擴大。 解放运动的空軍規模不大，由少量的運輸工具和少量的MiG-21組成，在梅农盖維持了龐大的基地。在普羅梯亞和黛西期間，防衛軍爭取自己的戰鬥機以在地面行動中飛越基地並阻止解放运动飛機起飛。蘇聯人已經開始訓練安哥拉的米格機飛行員，但與此同時，古巴人承擔了安哥拉空戰的重擔，為解放运动和解放軍的飛行提供支持。1981年11月，一架米格21MF和一名古巴飛行員在庫內內河上被南非幻影F1CZ擊落。幻影F1於1982年10月擊落了第二架米格機。
從庫內納省大部分地區驅逐解放运动標誌著喬納斯·薩文比和他的安盟運動恢復了運氣，後者得以佔領因普羅蒂亞和黛西行動而被遺棄的未設防的城鎮和定居點。薩文比的重點是在整個安哥拉東南部重建自己的力量基地，而解放运动及其古巴盟友則全神貫注於與防衛軍作戰。防衛軍允許安盟的武裝部队在其後方自由行動；到1983年初，薩文比的叛亂分子控制了本格拉省以南的該國大部分地區。

### 古巴介入和“納米比亞化”
沃斯特（Vorster）在其任職的最後幾年中，意識到日益增加的國際壓力最終將迫使南非給予西南非某種形式的自治或獨立。他對聯合國在決定該領土的未來中所起的作用表示了肯定，他的政府公開宣布放棄吞併的概念。作為福斯特的繼任者，博塔受到這一承諾的束縛-至少在原則上對西南非自治。他的策略是培育一個可行的政治選擇，以替代人民组织，最好是溫和和反共性質的，致力於與南非建立軍事和安全聯繫。同時，博塔要求納米比亞獨立的前提條件是要求古巴武裝部隊從安哥拉撤軍，這是納米比亞獨立的前提。博塔認為，古巴在安哥拉的存在構成了西南非的合法安全問題，因此，獨立取決於古巴先前的撤軍並非沒有道理。這項倡議得到了美國的支持，美國希望按照西方的利益解決納米比亞問題，即沒有切斯特·克羅克（Chester Crocker）所謂的“蘇古巴軍事冒險主義”地區。克羅克贊同這種聯繫，因為它與西南非的安全局勢有關，在獨立之前需要對其進行穩定。人民组织譴責了博塔的先決條件，因為他任意將西南非的命運與解決另一場地區衝突聯繫在一起。一些西方大國也不同意古巴的聯繫。例如，法國政府發表聲明說，“納米比亞人民應充當人質”不適合美國更廣泛的外交政策目標。古巴政府將這種聯繫解釋為進一步的證據，證明南非是美國的外交政策馬前卒，並認為這是雷根政府針對全球古巴利益進行的更廣泛的外交和軍事攻勢的一部分。
博塔呼籲其他非洲國家和西方國家支持他的要求：“對古巴人說“回家”，對俄羅斯人說“回家”，在這種情況發生的那一刻，我將準備將所有軍隊撤回南非。博塔還向聯合國保證，他將採取行動為西南非爭取獨立做好準備，“只要有切實可行的前景使古巴部隊真正從安哥拉撤軍”。納米比亞獨立性與古巴在安哥拉的存在之間的聯繫被證明是有爭議的，但它確實在最高級別解決南非邊界戰爭的聯合調解過程中牽扯到冷戰兩個超級大國-美國和蘇聯。1982年9月，克羅克會見了蘇聯副外交大臣列昂尼德·伊利切夫，就古巴與納米比亞的聯繫問題進行了會談。他的副手弗兰克·威斯纳與安哥拉政府進行了一系列平等討論。威斯納曾承諾，如果古巴撤軍，美國將與安哥拉恢復外交和經濟關係。
為了表明南非對納米比亞獨立的承諾，博塔於1983年8月成立了一個溫和的多黨聯盟，組成了了西南非洲臨時政府，稱為多黨會議，後來又稱為民族團結過渡政府。已為行政和立法議會作了準備，新政府被賦予了以前由西南非總督擁有的所有權力。臨時政府的崛起伴隨著被稱為“納米比亞化”的國防政策，這是美國在越南戰爭期間推行的越南化計劃的參考。南非的戰爭努力越來越多地依賴於在西南非本身可以籌集有限的白人人力，以及從桑，奧萬博，卡萬戈和東卡普里維安络玆族中抽出的當地黑人單位。納米比亞化的主要目標是在西南非建立一個自給自足的軍事堡壘，降低南非人員的傷亡率，並增強人們對國內國內衝突而不是獨立鬥爭的認識。
1974年，蘇丹武裝部隊開始招募西南非黑人，並於兩年後為諸如奧萬博蘭等半自治部落實體建立了軍事和準軍事部隊。解放軍以前得益於部署了不熟悉地形或環境的南非白人應徵者，後備役人員和警察；土著新兵被視為減輕這種不利條件的一種手段。1980年4月，總督格里特·维尔容宣布，一旦建立了必要的體制，對軍事和警察部隊的某些控制權就會轉移給西南非人。防衛軍通過其位於溫得和克的總部，對所有軍事資源和平叛行動行使了最終控制。從理論上講，由於這兩個部隊都在臨時政府的控制之下，因此成立了西南非領土部隊和西南非警察來修改這些安排；後者還被授權實施和監督應徵兵役。但是，防衛軍保留了所有軍事單位的職能指揮；南非防衛軍的高級軍官還兼任特警部隊司令。到1980年代中期，特警部隊約有21,000名人員，佔沿Cutline部署的所有戰鬥部隊的61％。警察部隊和民族團結政府仍然依靠防衛軍的大規模軍事支持。

### 阿卡里行動
普羅梯亞行動暴露了武装部队部隊明顯缺乏專業精神，該部隊過於依賴其蘇聯顧問，一旦不得不離開其設防基地，幾乎立即被擊退。就訓練、士氣、組織和專業能力（包括有效操作自己的設備的能力）而言，安哥拉軍隊已證明絕對脆弱。普羅蒂亞表明絕不可能擊退南非遠征軍甚至對其造成嚴重損失，結果造成傷亡的比例幾乎以防衛軍的壓倒優勢。這場慘敗導致武装部队對增強後的古巴部隊的依賴增加，另外一項價值超過10億美元的大型武器交易也與蘇聯簽署 。到1982年底，國防開支增加，消耗了安哥拉國家預算的50％。武装部队進行了大規模的招募活動，從蘇聯購買了新的T-54/55和T-62坦克，並購買了大約30架新戰鬥機，其中包括12架Su-20打擊戰鬥機。它還訂購了更多的空中搜索雷達和地對空導彈，以取代在普羅蒂亞摧毀的那些。
納米比亞化改變了Cutline戰爭的戰術現實時，防衛軍正在計劃仿照怀疑者、普羅梯亞和黛西進行的第四次行動。1982年4月，解放軍叛亂分子在邊界以南200公里以上的楚梅布附近殺害了9名南非士兵。南非聲稱當年在南非發生了152起涉及解放軍的與安全有關的事件，並承認77名防衛軍和領土部隊人員陣亡。1983年7月，解放軍進行了第一次城市破壞活動，在溫得和克市中心引爆炸彈，造成了嚴重的財產損失，但沒有造成平民傷亡。大約在同一時間，奧萬博蘭和卡万戈兰的滲透急劇增加，有700名叛亂分子進入這兩個地區。防衛軍聲稱到5月已經擊斃和俘獲了不到一半的叛亂分子，但無法阻止其他叛亂分子向南滲透。這些事態發展表明，儘管普羅蒂亞省遭受了巨大的物資損失，但解放軍並沒有失去堅持的意志，而且人員和物資繼續迅速滲透到西南非。
此前，由於成功入侵武装部队所控制的領土，他們的信心得到了鼓舞，而這僅以最小的傷亡和物資代價就取得了明顯的成功，博塔和他的國防首長計劃將阿卡里行動定於1983年12月。與普羅梯亞一樣，阿卡里（Askari）是對安哥拉計劃基地和補給線的主要聯合武器攻擊。它也瞄準了附近的武装部队防空設施和旅總部。南非防衛軍司令部司令官喬治·邁林將軍認為，阿卡里將發動先發製人，以消除為每年雨季滲透而蓄積的大量解放軍叛亂分子和武器儲備。

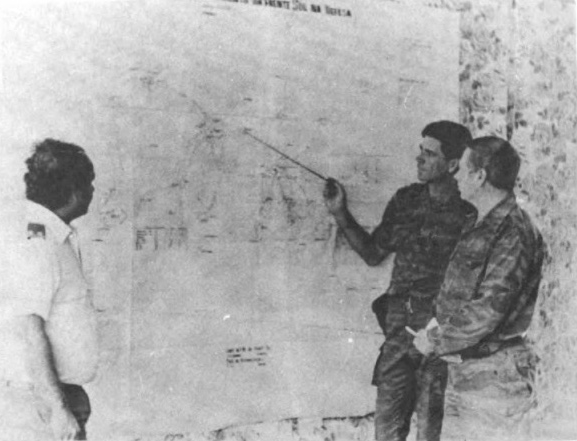
策劃武装部队在安哥拉南部進行行動的蘇聯軍事顧問。

邊境上的南非裝甲部隊和火砲的聚集並沒有引起人們的注意；到11月下旬，蘇聯擁有了足夠的衛星偵察照片和其他情報，可以推斷出防衛軍正在為再次大規模入侵安哥拉做準備。在聯合國秘書長哈维尔·佩雷斯·德奎利亚尔應莫斯科的要求下在阿岡昆酒店舉行的一次非公開會議上，蘇聯外交官告知南非，將不容忍進一步侵害武装部队。如果武装部队對安哥拉的控制權由於Askari的影響而進一步瓦解，則蘇聯人威脅要進行無明顯對象的報復。同時，在環繞好望角之前，一架蘇聯航空母艦和三艘水面艦艇直接顯示出力量，駛向羅安達。這是有史以來最強大的蘇聯海軍支隊，距南非水域很近。博塔一動不動，阿卡里行動如期於12月9日進行。其目標是幾個大型解放軍訓練營，所有這些訓練營都位於距相鄰的武装部队旅總部不超過五公里的地方。 武装部队的四個地方旅佔整個安哥拉軍隊的七分之一，三個則有大量的蘇聯顧問特遣隊。負責指揮安哥拉國防的蘇聯將軍瓦连京·瓦连尼科夫充滿信心:“鑑於他們的實力和武裝，將能夠擊退任何南非的進攻”。武装部队的古巴盟國不那麼樂觀：他們注意到這些旅是孤立的，無法迅速相互加強，並且沒有足夠的機動防空武器來保護基地外。蘇軍建議採取靜態防禦措施，直接呼籲安哥拉總統何塞·愛德華多·多斯·桑托斯，而古巴人敦促撤軍。多斯·桑托斯猶豫不決，陷入了兩個相互矛盾的建議之中。最終，旅隊被前進的南非裝甲縱隊殲滅了。在混亂中，許多安哥拉部隊設法衝破了南非的包圍圈，向北移動以與古巴部隊匯合，但共有471名武装部队/解放軍人員被殺或被俘。
儘管在阿卡里行動中實現了目標，但南非軍隊遇到了來自計劃以外武裝部隊的堅決抵抗。防衛軍承認有25人在行動中喪生，94人受傷，這是薩凡納行動以來任何一次行動造成的最大傷亡。武装部队還聲稱擊落了4架南非飛機。

### 盧薩卡協定
1984年1月6日，美國和英國以13票贊成，2票棄權通過了聯合國安理會第546號決議。該決議譴責了阿卡里行動，並要求南非立即無條件撤出安哥拉。在美國的壓力下，該文本的較早草案被通過對南非實施強制性貿易制裁，直到停止跨境突襲。蘇聯宣布已與安哥拉達成又一項更全面的協議，以加強安哥拉武裝部隊的防禦能力，並向南非發出公開警告，“不得再進一步發動侵略”。

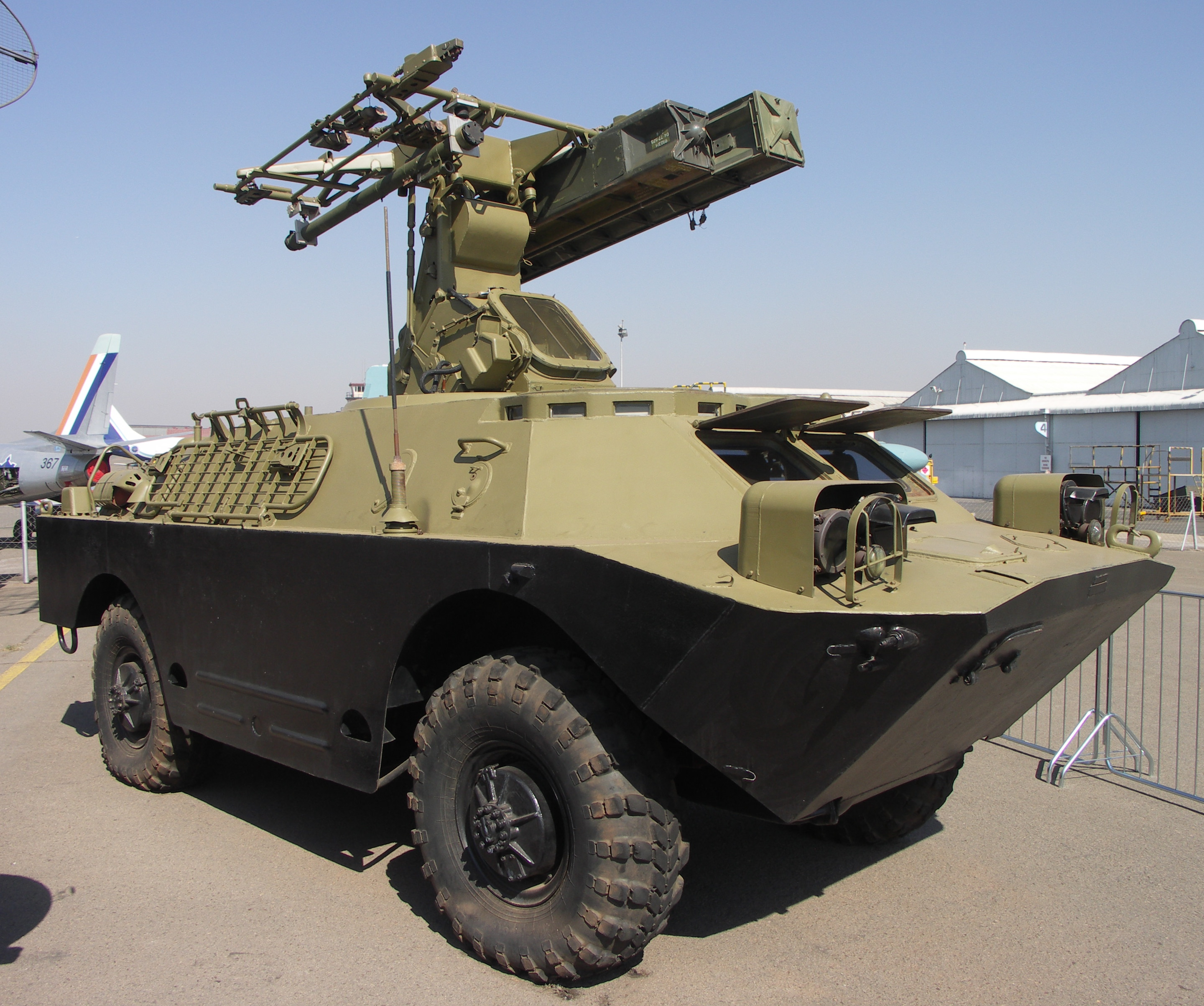
南非防衛軍在“阿卡里”行動中捕獲FAPLA的9K31 Strela-1防空系統。

阿卡里撼動了南非政府對其無限期保留安哥拉軍事優勢的能力的信心。使用了火力更强，更先進的武器，傷亡率增加了，而防衛軍以往許多成就依賴的空中優勢正在減弱。博塔和他的內閣也不確定美國是否會繼續提供政治和外交支持。美國選擇就聯合國安理會第546號決議棄權，而不是行使否決權。雷根政府認為安哥拉和南非都對美國感到厭倦。戰爭更容易遭受停火和相互脫離的壓力。美國外交官主動提出調解和談，2月13日，南非和安哥拉官員在盧薩卡舉行了首次會晤。三天后，南非宣布，只要安哥拉人同意阻止解放軍利用這種情況滲透到西南非，它將在3月底前從庫內內省撤出其遠征軍。安哥拉政府承諾限制解放軍和MK，並禁止古巴軍隊向南向邊界移動。這些各自的承諾正式化為《盧薩卡協定》。 解放军和防衛軍同意成立聯合監視委員會（JMC）來監督停火。在聯合軍事委員會的領導下，在邊界的六百公里處進行了南非和安哥拉的聯合巡邏。
在簽署《盧薩卡協定》之前，安哥拉未與古巴和蘇聯進行磋商。在與多斯桑托斯總統進行激烈的交流時，菲德爾·卡斯特羅抱怨說：“最後的決定是你的，而不是我們的，但至少我們可以事先談過，而且我們以及蘇聯人也可以事先表達我們的分歧。無論是蘇聯還是我們，您的兩個主要盟友，兩個為安哥拉提供支持的人，他們一直為您作出巨大的努力，我們面臨既成事實。”
安盟譴責《盧薩卡協定》，堅稱任何排除它的和平努力都將失敗。解放軍還例行侵犯脫離接觸區，促使防衛軍推遲並隨後取消撤離。1984年7月，南非正式宣布不會從安哥拉撤軍，理由是解放軍在邊境地區廣泛開展行動。

### 氬行動
南非與安哥拉之間的停戰僅存了約十五個月。由於雙方對聯動政策的不妥協，使完成防衛軍撤離的談判陷入了停頓，兩國政府分別在撤出古巴部隊和納米比亞獨立的時間表上發生衝突。儘管蘇聯和古巴沒有採取任何行動來阻止對話，但他們擔心羅安達可能會同意將其驅逐出境，從而犧牲解放軍和MK。卡斯特羅向蘇聯官員透露，如果安哥拉政府與南非簽署了《恩科馬蒂協定》 ，他無意命令撤出古巴部隊。作為最後的手段，無論是否經過羅安達的批准，古巴都將單方面維持古巴在安哥拉的存在，以協助解放軍。
1984年10月，多斯桑托斯指責南非拖延了《盧薩卡協定》的執行，並呼籲美國通過對博塔施加壓力來解決僵局 。11月17日，多斯桑托斯（Dos Santos）按照以下條件提出了五點和平計劃：蘇丹武裝力量從安哥拉完全撤離，重新達成停火協議，南非政府正式承諾根據聯合國安全條款開始實施納米比亞獨立。聯合國安理會第435號決議是安哥拉政府的正式保證，將開始實施為期三年的分階段撤軍，除5000名古巴士兵外，並在談判中承認人民组织和古巴是平等的團體 。博塔希望在12個月而不是3年的時間內撤出所有古巴軍事人員。他還反駁說，納米比亞獨立進程只有在古巴撤軍之後才能進行 。
南非特種部隊在安哥拉石油資源豐富的卡賓達郊外執行的一次破壞性破壞行動“氬行動”結束後，盧薩卡協定被放棄。四年的軍事升級和龐大的國防開支對安哥拉的國家財政產生了巨大影響，而這只能由石油收入來平衡。該國最大的煉油廠位於卡賓丹海岸，由美國安哥拉卡賓納-海灣石油國家石油公司旗下的美國海灣石油公司運營。到1984年，海灣地區在卡賓達作業區的投資已超過13億美元，每天出口165,495桶石油。當時，海灣精煉廠的收入產生了安哥拉90％的外匯收入。雷根政府將其在安哥拉的政治立場與在石油公司的立場分開，克羅克希望整個美國的跨國公司，特別是海灣石油的跨國公司，將對馬克思主義政府起到緩和作用。南非注意到煉油廠對解放军戰爭努力的至關重要性，並已開始研究在不引起美國憤怒的情況下破壞煉油廠的方法，如果美國的商業利益受到威脅，美國必須做出反應。防衛軍相信，只要破壞不是歸因於南非，就可以進行秘密破壞活動，並且可以使用可靠的掩蓋故事將襲擊與安哥拉或解放卡宾达飞地前线等安哥拉國內運動聯繫起來。排除了對石油平台的攻擊，因為這超出了安盟或FLEC的能力，因此防衛軍選擇滲入煉油廠的儲油設施並開採油箱。遭受的損害將削弱安哥拉為其軍事行動提供資金的能力，並給安哥拉提供更大的經濟壓力，使其可以在正在進行的談判中滿足南非的要求，而不是冒著重新爆發戰爭的風險。
破壞活動團於1985年5月收到代號為氬的行動和15名南非特種部隊操作員經海上部署到卡賓達。他們是在一次滲透嘗試中被解放军巡邏隊發現的，其中兩個突襲者被槍殺，第三個突襲者温南·彼得斯·杜·托伊特（Wynand Petrus du Toit）上尉被捕獲。在審問中，杜·托伊特承認，氬氣的目的是破壞卡賓達海灣的儲油罐。南非政府否認杜·托伊特並拒絕承擔責任，但維爾約恩將軍後來證實了防衛軍在行動中的作用。因此，由於《盧薩卡協定》而實行的停火被取消，進一步的和平談判被放棄。
氬行動失敗的外交影響是巨大的。卡斯特羅認為這次失敗的突襲表明美國和南非並未真正致力於和平，在停火談判中一直是不誠實的。安哥拉宣布不再願意就南非撤軍問題與南非進行對話。美國譴責“氬行動”是“所謂的友好政府的不友好行為”。

## 安哥拉縮編（1985年至1988年）

### 區域軍備競賽
繼薩凡納行動未能阻止安人運在安哥拉的擴張後，南非政治領導人普遍認為，以武力推翻安人運是不現實的。與此同時，沃斯特與波塔都了解到，如果無法戰勝安哥拉－納米比亞解放軍聯盟的話，那麼是沒有可能使解放軍在軍事上面臨徹底失敗的。他們兩屆政府中的一些強硬派都希望南非全力支持薩文比推翻安人運政府，而其他人則贊成利用薩文比來牽制解放軍的行動。其中一項進攻戰略計劃從陸地、海上及空中三路攻擊安哥拉，將重點放在安人運上，但這計劃未獲具體討論，並隨著時間過去而被擱置。因此，總參謀部又頒布了另一個受歡迎的備選方案，建議主要集中打擊解放軍，消除西南非洲本土內的主要威脅，並試圖以懲罰跨境襲擊的方式來阻嚇安哥拉，基本上是採取防禦姿態。
博塔沒有認真考慮過推翻安人運是否可行，但他贊成增加對安盟的援助，原因有幾個：安盟有助南非修復與美國的外交關係、在氬行動失敗後，安盟可能成為牽制解放軍的代理人、向薩文比捐贈防衛軍繳獲的武器具有成本效益。

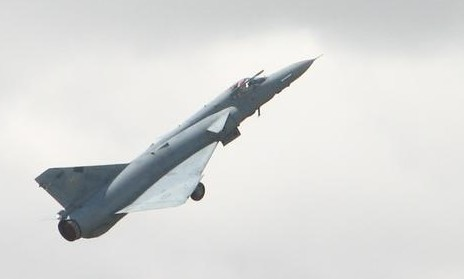
南非的阿特拉斯獵豹戰鬥機。這款戰鬥機是因應安哥拉採用更先進的蘇聯戰鬥機而研製的。

美國及南非之所以會為安盟提供武器，部分原因是蘇聯持續向解放軍提供更先進的武器，以及古巴擴充在安哥拉的部隊規模，到1985年底，古巴部隊數量已由25,000人增至31,000人。古巴及蘇聯軍事代表團敦促多斯桑托斯趁著《盧薩卡協議》仍然生效的時候，利用與防衛軍的停火期來消滅安盟。在此期間，蘇聯大幅增加對安哥拉的軍事援助，又向解放軍運送了總值10億美元的武器，當中有大約200輛是全新的T-55與T-62坦克。莫斯科為安哥拉訓練了更多的飛行員，並向羅安達交付更先進的戰鬥機，其中包括米格-23。

### 奎托夸納瓦萊戰役

#### 隆巴河攻勢
為了奪回主動權、切斷安盟在西南非洲和扎伊爾的後勤，以及防止叛亂分子日後進攻，解放軍於1987年10月中旬發動“致敬行動”。該行動之所以選擇在10月進行很可能是由於蘇聯的軍事任務的關係，早在1983年，蘇聯就提出透過發動大規模常規攻勢來摧毀安盟東南戰線的建議。同年，喀爾巴阡軍區的前副指揮官彼得·古謝夫中將獲蘇聯升為指揮官。鑑於戰爭持續時間長、費用高昂、死亡人數不斷增加，以及蘇聯即將削減軍費開支，這些因素都影響了蘇聯對解放軍今後的戰爭的支持力度，古謝夫原本希望發動由多個師組成的決定性進攻以徹底摧毀安盟。“致敬行動”是一次雙管齊下的進攻，目的是奪回坎甘巴、卡桑巴以及馬溫加這三個處於安盟控制之下的主要定居點。解放軍指揮人員計劃對坎甘巴及卡桑巴發動佯攻，希望藉此吸引安盟主力部隊離開馬溫加。一旦馬溫加落入政府手上，解放軍就可以驅逐莫希科省內剩餘的叛亂分子，並為對薩文比領導的安盟位於然巴的總部發動最後攻擊作好準備。蘇聯將在營級派駐4至9名顧問，但嚴格要求他們不得直接參與戰鬥，並在必要時撤出前線，避免與安盟有所接觸。除了蘇聯派出的顧問之外，營級也有少量古巴顧問以及負責各種輔助職務的東德技術人員。
古謝夫及他的幕僚呼籲莫斯科為解放軍提供更多援助，特別是攻擊機，以便再次發動攻勢；蘇聯其後批准了該請求。據估計，在為期六個月、每日十二次的空運中，蘇聯的安托諾夫An-24運輸機合共向羅安達投下了總值超過10億美元的武器。這些武器會投到安哥拉首都，然後轉交給安哥拉的伊爾-76運輸機，再直接將這些武器運往前線。
解放軍相對欠缺規劃及執行大規模行動的經驗，但蘇聯軍事顧問團相信，經過十年的仔細訓練後，解放軍已經成為一支能夠發動多個師同時進攻的軍隊。安哥拉旅指揮官曾多次表示，對將部隊分散在兩條戰線上作戰持保留意見，他們認為，對馬溫加發動一次單一的攻擊會更加直接及充分。然而，解放軍的古巴顧問反對該建議，原因是南非可能代表其昔日的盟友進行干預。卡斯特羅向古謝夫的幕僚發洩時說道：“不要捲入這種浪費、代價高昂，且最終毫無意義的攻勢裡。如果你要這麼做的話，就別把我們算進去”。古巴駐安哥拉高級軍官阿納爾多·奧喬亞將軍亦對此表示不滿，他稱解放軍採取的戰術更適用於中歐的作戰行動，而不是在非洲支離破碎的地形上攻擊非正規作戰部隊。民族之矛的情報主管羅尼·卡斯里爾斯向蘇聯使團警告說，如果“致敬行動”繼續進行，防衛軍就將會發起反攻。不過，古謝夫拒絕接納古巴及民族之矛的意見，故此在行動開始時並未制定應對南非干預的後備計劃。
新攻勢的初步階段於1987年8月開始。8月初，八個解放軍旅部署至奎托夸納瓦萊以東的圖姆波，在蘇聯的建議下，他們暫時停止推進，等待更多的補給與增援到達。然而，這決定卻是一個致命的錯誤。8月14日，由於浪費了大量的時間，解放軍決定再次推進；但此時南非已經發動“莫杜萊爾行動”，以阻止解放軍繼續進攻。隨後的一連串血腥戰役被統稱為奎托夸納瓦萊戰役。

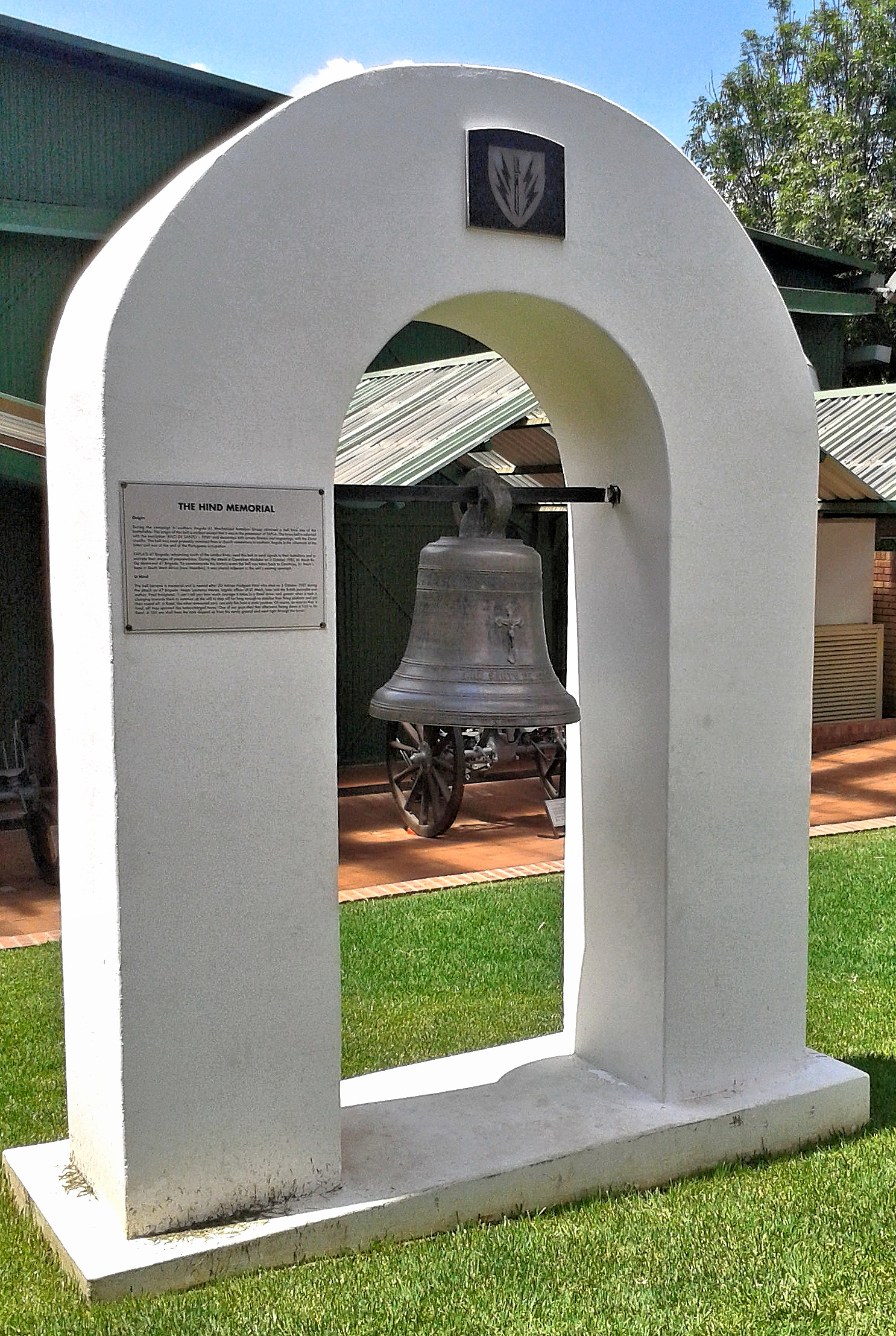
在隆巴河上的解放軍第47步兵旅所使用的信號鐘。

由於解放軍行動出現延誤，防衛軍有足夠時間集結一股強大的力量去阻截解放軍在馬溫加的攻勢。到8月底，第32營、第61機械化營以及西南非洲領土部隊的第101營組成了南非遠征軍。在奎托夸納瓦萊與馬溫加之間有三條主要河流及九條支流。當中沒有一條河流特別大，但所有河流間的交叉點都毗鄰廣闊的沼澤以及洪泛的平原。這些地形阻礙了解放軍繼續推進，而防衛軍亦能建立起有效的戰略要道，使解放軍受到進一步阻礙。南非總參謀部認為，如果解放軍在這些狹窄的戰略要點受到嚴重阻礙，就有可能成為整個旅的瓶頸。防衛軍選擇在隆巴河發動反攻，因為該條河是解放軍在到達馬溫加之前必須穿越的三條河中的最後一條。解放軍的第47步兵旅迅速崩潰，證明了南非發起的反攻十分成功，該旅原本的任務是在隆巴河南岸建立一個橋頭堡。
一般來說，解放軍有足夠的力量與火力將安盟及防衛軍從隆巴河驅逐出去。然而，許多解放軍部隊都沒有受過足夠的訓練去對抗南非遠征軍，那些部隊是根據解放軍在叢林運動戰中的經驗而挑選出來，但依然被機動化的防衛軍所擊敗。隆巴河的沼澤環境加劇了解放軍各個旅在地理上的隔離，並妨礙了旅之間的協調行動，使防衛軍得以將其逐個擊破。1987年9月至10月期間，解放軍幾次嘗試跨越河流，但全部均以失敗告終，總傷亡人數接近2,000人。由於大部分橋樑被摧毀，解放軍最終放棄進攻，並命令其餘各旅返回奎托夸納瓦萊。此外，蘇聯軍事顧問團有1人嚴重受傷。防衛軍有17人死亡、41人受傷，損失了5輛裝甲車。
在“莫杜萊爾行動”期間，古巴部隊按照卡斯特羅的指示，一直駐紮在隆巴河以北，並拒絕參與戰鬥。在羅安達，總統多斯桑托斯召見古謝夫將軍與古巴高級將領古斯塔沃·弗萊塔斯·拉米雷斯，並召開緊急會議，討論日益惡化的軍事局勢以及10月的“致敬行動”的失敗原因。拉米雷斯提醒多斯桑托斯，指出古巴從一開始就反對進攻。古謝夫在他的回憶錄中哀嘆道：“我把行動的結果通知了蘇聯總參謀長阿赫羅梅耶夫，但是從道義上來說，最困難的任務是通知安哥拉總統，因為我曾向他們保證行動會成功，薩文比會被擊垮”。
1987年11月25日，聯合國安理會第602號決議獲通過，譴責“莫杜萊爾行動”非法侵犯安哥拉主權。該決議對防衛軍仍然繼續留在安哥拉表示失望，並要求他們無條件撤出安哥拉。南非外交部長皮克·波塔斷然駁回了該決議，理由是安哥拉與古巴之間有密切聯繫一事仍未解決。波塔承諾，只要解放軍將古巴及蘇聯派出的顧問撤離，又或者他們的存在不再威脅到南非的利益的話，防衛軍就會離開安哥拉。

#### 圖姆波三角攻勢
9月29日，國家總統彼得·威廉·波塔為“莫杜萊爾行動”增加第三個目標——摧毀奎托夸納瓦萊以東的所有解放軍部隊。南非政府內的所有人都不清楚為甚麼波塔會在解放軍放棄進攻之後訂立新目標。外交部長皮克·波塔及他的高級同事警告說，不要在隆巴河北部發動大規模攻勢，否則可能會產生外交方面的影響。但是，防衛軍成功守住了隆巴河，因而增加了人們對它的信心，南非總參謀部的部員成功遊說波塔再次對奎托夸納瓦萊發動進攻。除此之外，雙方還討論了應否佔領奎托夸納瓦萊，但不清楚他們是否將波塔訂立的新目標解讀為默許防衛軍佔領該地。
防衛軍按照波塔的新指令發起了“胡珀行動”，並準備在奎托河以東展開該行動，目標是包圍正在撤退的安哥拉旅。然而，決定在1987年年底開始發動“胡珀行動”為防衛軍帶來新的問題，因為隨著隆巴河的戰鬥進入尾聲，應徵入伍的白人已經不多。服役人數減少令“胡珀行動”延誤了幾個星期，而現有部隊則陸續撤出安哥拉，並由新的部隊取代。防衛軍向安哥拉派遣第2機械化營（即第4南非步兵營）、一個象式Mk1A坦克中隊以及一組G5與G6榴彈砲。最初，南非發起的包圍未能成功，因此必須改變原有計劃。1988年1月至3月期間，防衛軍與安盟在奎托夸納瓦萊以東發動了幾次血腥攻勢來摧毀分散的安哥拉部隊，並成功在該地建立一條新的防線，該行動後來被稱為“封隔行動”。此外，他們又設法使解放軍深入到奎托河、圖姆波河與達拉河之間，稱為“圖姆波三角”的地帶裡。
古巴及蘇聯同意解放軍撤退至奎托夸納瓦萊的決定，卡斯特羅指出，只要武裝部隊能夠到達那裡，就可以建立一個強大的防禦陣地。此外，他還認為，長遠來看擊敗南非遠征軍的唯一辦法是從側翼包抄他們，並向西南非洲邊界施加壓力。然而，如果要實行這建議的話，解放軍就需要在安哥拉西南部及奎托夸納瓦萊以南再開闢一條新戰線。11月15日，多斯桑托斯寫信給卡斯特羅，要求古巴直接向解放軍提供軍事援助。卡斯特羅同意由他與阿納爾多·奧喬亞將軍指揮前線所有解放軍部隊。然而，蘇聯的軍事使團卻被排除在未來所有的作戰計劃外。不久之後，古巴政府授權軍隊在奎托夸納瓦萊部署一支裝甲旅以及幾支防空部隊，總數約3,000人。卡斯特羅懷疑南非人不只希望殲滅奎托夸納瓦萊東部的解放軍，還打算控制當地的機場，取得戰略要地。他認為應該加強對該地的防禦，並派遣更多旅前往靠近西南非洲邊境的洛比托駐守。
解放軍與古巴軍隊的防禦陣地周邊佈滿了地雷、坦克及野戰砲，他們設法吸引防衛軍攻擊並進入陣地內。安盟與防衛軍組成的聯合部隊發起了多次進攻，但全部均以失敗告終，在沿著狹窄的通道進入雷區時，聯合部隊遭到奎托河以西的古巴軍隊與解放軍砲兵所發動的猛烈攻勢。守軍的砲位剛好超過了南非砲兵的最大射程，而且位置處於高地上，使他們能夠俯瞰戰場。地理上的優勢再加上雷區所處的位置分散，令解放軍－古巴軍隊的防禦陣地的作用得到大幅加強，而南非部隊發動的攻擊則徒勞無功。
在防衛軍殺死近700名解放軍士兵以及摧毀安哥拉旅剩餘約半數的坦克與裝甲車後，“胡珀行動”及“封隔行動”宣告終止。古巴有42人死亡、損失6輛坦克。而南非則有13人死亡、幾十人重傷，傷亡人數相對較少。有三輛防衛軍的坦克被棄置在一個雷場內，至於其餘坦克則多數因損壞程度嚴重或機械故障，未能立即修復而無法使用。安盟有數千人傷亡，人們指責防衛軍利用其作為“炮灰”。古巴的行動後報告指出：“安盟叛亂分子在槍口威脅下被派往雷區，為南非的裝甲車掃清道路”。

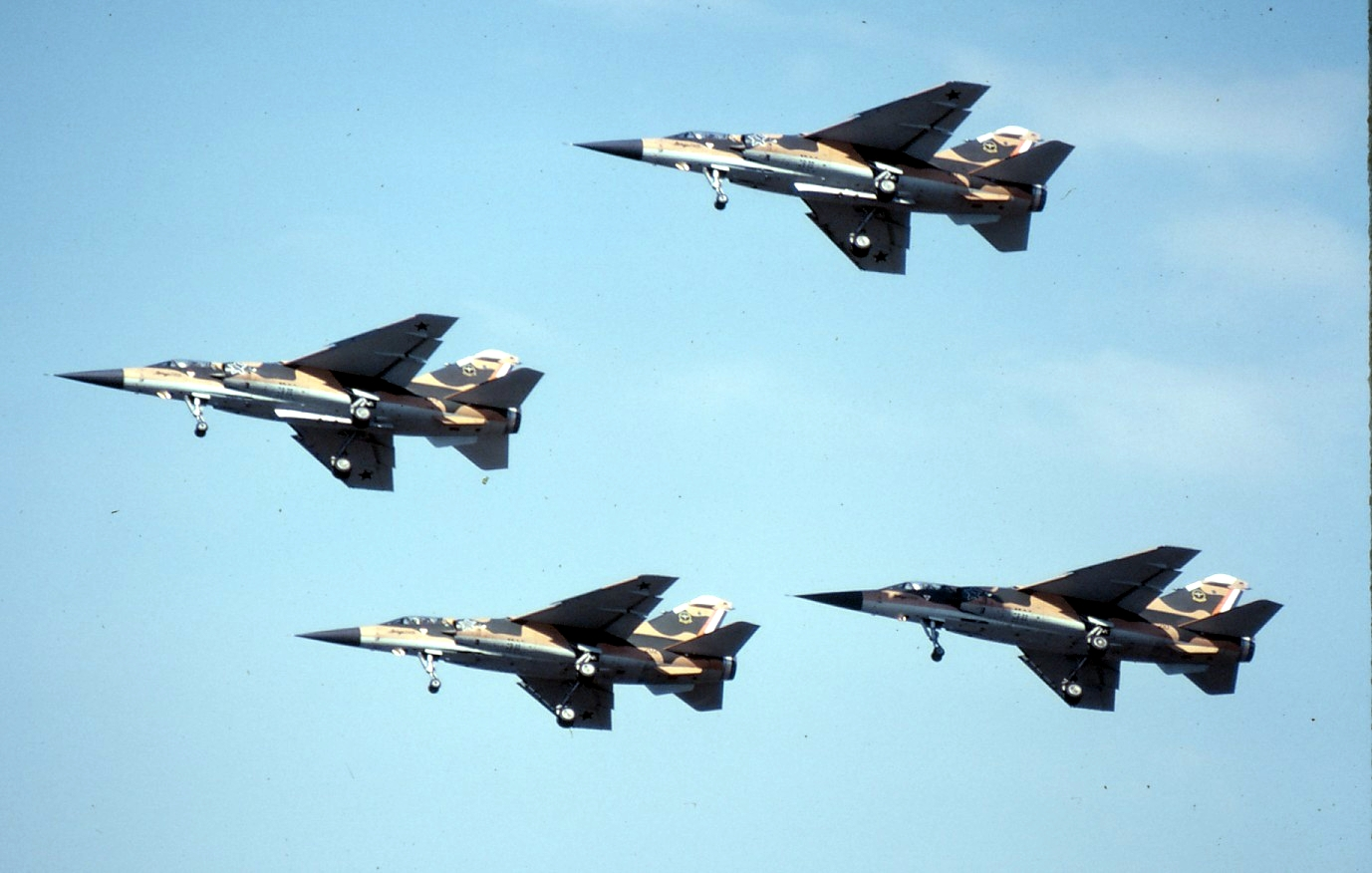
防衛軍的幻影F1戰鬥機編隊。戰鬥機需要飛很遠的距離才可到作達戰區域，這問題在進行胡珀行動及封隔行動時亦同樣存在。

圖姆波三角攻勢突顯了南非國防部長及總參謀部在規劃上的一些不足之處。他們原本預計防衛軍可以在奎托夸納瓦萊以南的沖積平原與開闊地帶對解放軍造成毀滅性打擊。然而，南非國防部長及總參謀部卻沒有想到安哥拉部隊能夠倖存下來，並在圖姆波三角建立起一條堅固防線，更加未料到古巴部隊會動員力量來抵抗防衛軍。在後期的攻勢中，南非多次誤判形勢。例如在某一次判斷中，南非認為規模小、機動性強但裝備薄弱的防衛軍能夠對得到奎托夸納瓦萊西部的地下砲兵支援、裝備充分的安哥拉守軍發動正面攻勢。然而，以該方式使用經訓練與組織的營進行運動戰卻違反了防衛軍一直奉行的機械化原則。安哥拉守軍有充足的裝甲、反坦克武器及空中掩護：蘇聯逐漸願意向解放軍提供先進的戰鬥機，甚至借調蘇聯飛行員，這對南非在奎托夸納瓦萊的空中行動構成嚴重威脅。隨著蘇聯加大介入的力度以及空戰次數上升，南非空軍開始遇到由訓練有素的蘇聯飛行員駕駛的米格-21與米格-23戰鬥機。此外，安哥拉飛行員於蘇聯監督之下在盧班戈接受訓練，使他們更具能力去挑戰南非的戰鬥機。防衛軍在安哥拉領空的爭議範圍內損失大量飛機，是整埸戰爭以來首次。
隨著防衛軍的空中優勢日漸減少，其作戰方式亦出現了一系列變化。南非飛行員擁有長達20公里的對峙轟炸能力，而且亦計算了解放軍的襲擊時間，使米格戰鬥機在緊急起飛攔截防衛軍之前已超出了射程範圍。在一定程度上，避免空中長時間接觸是基於燃料方面的考慮：防衛軍的幻影F1AZ與F1CZ戰鬥機從遙遠的西南非洲軍事基地起飛，到達奎托夸納瓦萊時，他們的燃料僅足夠支撐三分鐘的戰鬥。對地面行動的影響則更為深遠。解放軍的米格戰鬥機執行搜索G5與G6榴彈砲的偵察任務，迫使南非砲兵須採用更加複雜的偽裝，並改為入夜後才進行轟炸，以減低行動被解放軍發現的可能性。然而，由於安盟及美國提供的毒刺導彈造成的破壞不斷增加，米格戰鬥機飛行員需要採取應急措施來減少飛機的損失數量。古巴及安哥拉戰機被迫從更高的高度投擲炸彈，令準確性大大降低。在前線的南非砲兵及觀察員監視著解放軍的機場，隨時準備轟炸在跑道上預備起飛的飛機。

### 古巴的最後攻勢
雖然防衛軍及安盟的反攻被阻止，但是解放軍仍然處於高度緊張狀態，而且比以前更依賴其盟友古巴與蘇聯的物資。這鼓勵了多斯桑托斯再次透過談判來緩解軍事困境，與南非達成新的停火及撤軍協定的可能性增加。早在1987年1月，切斯特·克羅克就對羅安達發出的積極信號作出回應，當時的剛果人民共和國主席德尼·薩蘇-恩格索提出舉行調停敵對國家之間的和平談判。然而，1987年末至1988年初期間在布拉柴維爾舉行的初步討論一直未有進展，因為安哥拉政府拒絕就擬議的古巴撤軍時間表達成妥協。古巴政府事先沒有就布拉柴維爾會談徵求意見，並對多斯桑托斯方面的無禮行為感到憤怒。這促使卡斯特羅發出具權威性的申請，要求加入安美和平談判。卡斯特羅決心要令古巴可以參與有關本國軍事的談判，不再被排除在外，並盡力讓今後就撤軍進程所達成的任何解決辦法都不會損害到古巴的形象。

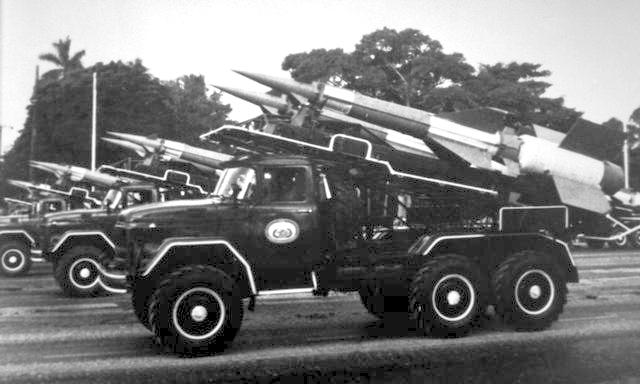
古巴的S-125“SA-3果阿”導彈系統接受檢閱。1988年，該款導彈被大量運往安哥拉，為卡斯特羅提出發動的進攻提供空中掩護。

到了1988年1月底進行“胡珀行動”的時候，克羅克屈服於古巴的壓力之下，接受其作為進一步和平談判的平等夥伴。卡斯特羅同意，他不會將例如古美關係等不相干的問題列入議程內，而分階段撤軍的討論範圍將擴大至古巴駐紮在安哥拉的所有軍事人員，包括作戰部隊、後勤人員及顧問。隨著加入布拉柴維爾談判，古巴更希望轉守為攻，改變其在安哥拉的軍事參與角色。卡斯特羅將針對防衛軍的地面行動升級，因為他認為只要南非仍然有可能在戰術上勝利，那麼外交方面就不可能取得進展。古巴在奎托夸納瓦萊採取防禦戰術，使防衛軍維持在固定的位置，並實行卡斯特羅一直提出的向西南非洲邊界發動側翼突擊的建議。
古巴軍隊首先在庫內納河以西部署兵力，並且可能擴展至入侵西南非洲。3月9日，卡斯特羅派遣集結在洛比托的古巴軍隊向南方進發，當時軍隊人數已經增加至約40,000人。卡斯特羅將古巴軍隊的行動比喻作“一個拳擊手以左手擋住了奎托夸納瓦萊的一擊，然後再用右手在西部發起攻擊”。卡斯特羅在另一個場合回憶道：“這樣，當南非軍隊在西南部的奎托夸納瓦萊把血逐漸流光的時候……40,000名古巴士兵……在大約600輛坦克、數百門大砲、1,000件防空武器以及大膽的米格-23戰鬥機部隊的支援下，向納米比亞邊境挺進，準備清除南非軍隊”。
隨著古巴旅的推進，他們聚集了數以千計的解放軍叛亂分子，這些叛亂分子離開了基地，並參與古巴發動的進攻。南非在安哥拉及西南非洲發起了新的軍事行動以打擊叛亂分子，令解放軍的實力被削弱，而數量龐大的古巴軍隊則有效挽救了解放軍原本戰敗的命運。首先，古巴人佔領了防衛軍原本為防止解放軍滲透至奧萬博蘭而監視及巡邏了近十年的邊界以北地區。其次，所有靠近邊境的南非部隊都停止日常的反游擊戰行動，並動員起來準備抵抗古巴可能的入侵。古巴人與解放軍戰鬥人員組成了三個聯合營，每個營都有自己的砲兵及裝甲特遣隊，令事情變得更加複雜。由於叛亂分子和古巴營級人員一起編入部隊，南非巡邏隊無法在安哥拉與解放軍交戰，否則就有可能發生更大規模的對抗，當中包括具侵略性及全副武裝的古巴部隊。
邊界附近數量有限的防衛軍部隊不能阻止古巴軍隊繼續前進，亦未能減少其對西南非洲的威脅。在一個師的能力範圍內，只有很少人可以在分割線上佔據廣闊的防禦陣地來對抗常規部隊。當南非官員警告古巴不要入侵西南非洲時，卡斯特羅反駁說道：“他們沒有立場提出任何要求”。此外，哈瓦那還發表了一份模棱兩可的聲明，該聲明指出：“我們沒有說過不會進入納米比亞”。作為回應，南非政府動員了140,000名預備役人員（此數字是防衛軍動員人數最多的一次），並威脅要對所有越過邊境的古巴部隊造成嚴重影響。

### 1988年《三方協議》
儘管在戰場上採取了必要的反制措施，但南非政府了解到安哥拉的局勢已經進一步升級至政治上的極點。奎托夸納瓦萊戰役期間的傷亡引起了公眾的恐慌，並質疑邊界的戰術局勢以及為甚麼南非士兵會在那裡死亡。公眾幾乎沒有任何理由去相信發動另一場血腥戰役就可以成功將蘇聯和古巴驅逐出該地區；與此相反，發動戰役的結果可能與過去一樣，令蘇聯的武器和古巴的軍隊的數量繼續增加下去。而這場衝突也從與輕武裝叛亂分子的低強度鬥爭演變為軍隊之間的曠日持久的消耗戰，衝突以現代常規戰爭的所有裝備為後盾，隨之而來的是人力及物力成本的上升。這使人們加劇對戰爭的厭倦感，亦增加了民眾對南非防衛軍在安哥拉的軍事行動的懷疑與敏感度。
10月，蘇聯監督下的“致敬行動”以失敗告終，而蘇聯提供給解放軍價值數億美元的武器也因此遭到破壞，這些事件都令莫斯科在安哥拉問題上的立場有所緩和。蘇聯公開表示，它也厭倦安哥拉與西南非洲的衝突，並準備協助和平進程，即使是在與古巴有聯繫的基礎上進行。蘇聯改革派領導人米哈伊爾·戈爾巴喬夫亦希望能夠減少國防開支，包括是撤銷對解放軍提供大量無限制軍事援助的承諾，又對以政治方法來解決衝突持更開放的態度。

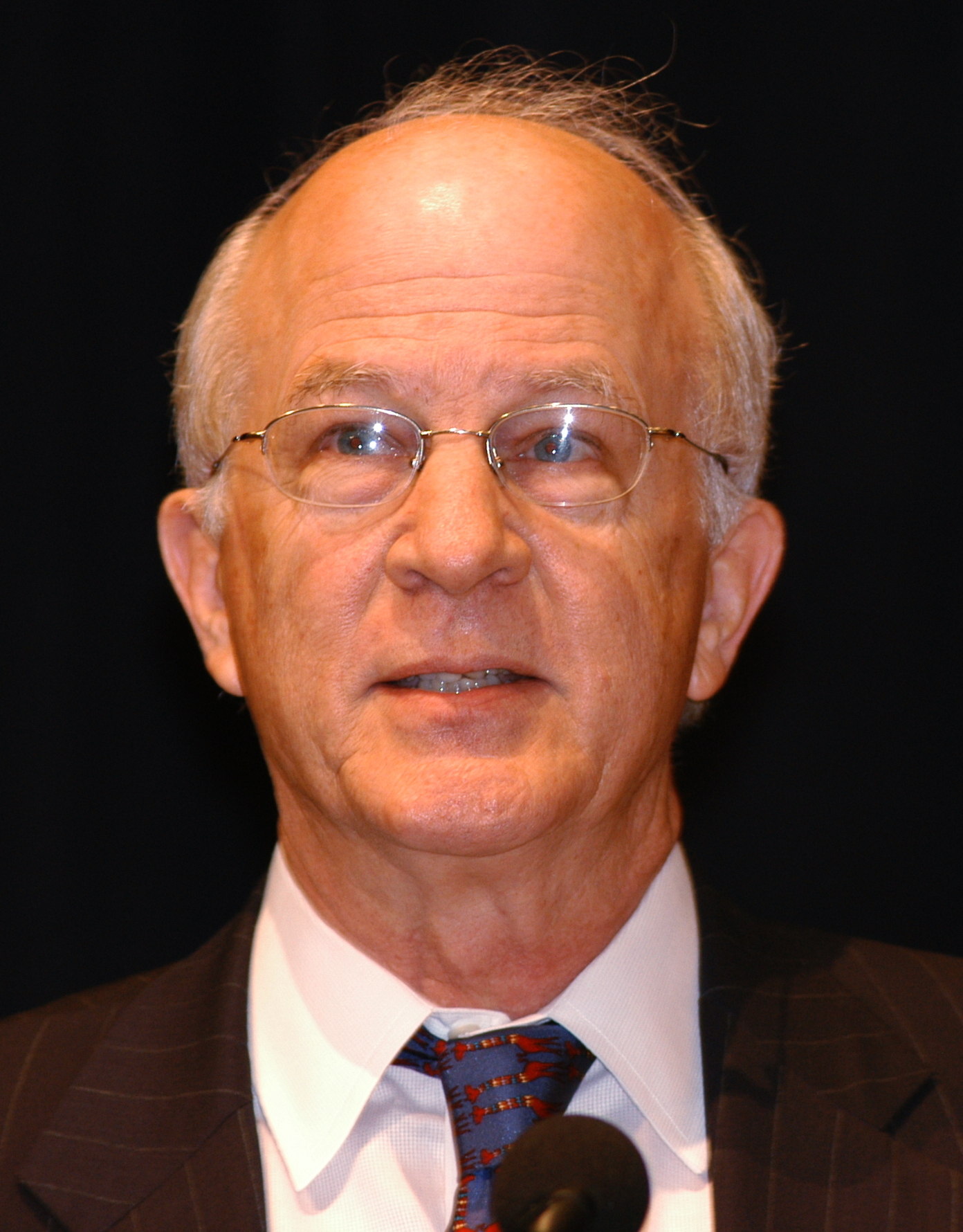
美國外交官切斯特·克羅克（Chester Crocker）。在達成《三方協議》的談判中，克羅克的影響力和調停有著重要作用。

對於南非及蘇聯這兩個以前不願參與由美國主持的調停會談的國家來說，繼續進行戰爭所付出的代價已經超越預期的收益。戰爭的高昂代價使得南非及蘇聯兩國在觀念上開始出現改變，透過談判來實現和平的可能性亦隨之增加。蘇聯政府同意於1988年5月3日及4日與美國聯合舉行一系列新的和平談判。而南非則首次申請參與三方談判，並同意派遣一個由外交官、情報主管以及南非防衛軍高級軍官組成的代表團。包括克羅克在內的蘇聯及美國外交官向南非人明確表示，他們希望安哥拉實現和平，並以政治方法解決西南非洲問題。此外，他們亦一致同意需要對各自的盟友施加壓力，以達成解決辦法。古巴預計南非將遵守聯合國安理會第435號決議的規定，因此決定將全部軍隊撤出安哥拉。古巴及安哥拉代表團已經同意古巴完全撤出，並在美國的壓力下制定了一個極其精確的時間表，將這進程延長了三至四年。南非認為這是不可接受的，但承認撤軍時間可能符合納米比亞獨立進程的某些基準。
克羅克表示，美國決定以安理會第435號決議為基礎，以此作為達成地區和解的樞紐，其言論對相關討論產生了影響力。克羅克又建議聯合國成立一個“核查團”來監督古巴是否有遵守撤軍協議，這建議事實上有助說服南非政府接受平衡協議。1988年7月，在卡洛斯·阿爾達納·埃斯卡蘭特（Carlos Aldana Escalante）被任命為古巴代表團團長之後，談判進展更為順利。阿爾達納是古巴共產黨意識形態事務與國際關係的負責人；他比許多同時代的人更加了解外國的發展，特別是東方集團。鑑於戈爾巴喬夫的改革、東歐的政治發展，以及美蘇兩個超級大國間的緊張關係出現緩和，阿爾達納認為古巴需要努力實現與美國關係的正常化。而古巴與非洲南部的合作則被視為改善與華盛頓之間關係及可能展開永久性雙邊對話的自然先決條件。
1988年5月至9月，雙方在開羅、紐約、日內瓦以及布拉柴維爾舉行了幾輪會談，但在撤軍時間表的細節方面仍然僵持不下。納米比亞獨立及古巴撤出安哥拉這兩個目標使各方在撤軍時間與最後期限上的分歧更加嚴重。8月，安哥拉、古巴及南非代表團簽署了《日內瓦議定書》，該議定書確立了和平解決西南非洲問題的原則，並承諾南非防衛軍將撤出該領土。作為《日內瓦議定書》的直接結果，解放軍宣布從8月10日起停火。1988年美國總統選舉為談判增添了新的迫切性，在布拉柴維爾舉行連續六輪談判之後，談判陷入僵局。在美國大選期間，安哥拉和古巴在支持終結對安盟援助以及對南非採取更強硬路線的麥可·杜卡基斯與民主黨的身上下了很大的賭注。在簽署《日內瓦議定書》時，多斯桑托斯曾評論稱：“如果民主黨贏得選舉，美國的政策將進行調整，尤其是在非洲南部的問題上”。喬治·赫伯特·沃克·布什就任總統令美國更容易說服安哥拉和古巴代表團。克羅克多次重申，新一屆的美國政府就意味著人事及基本政策審查會有所變化，並敦促他們不要浪費過去幾個月來的努力。
在美國大選結果公佈三天後，各方到日內瓦重新開會，並在一週內商定古巴將於二十七個月內分階段撤出安哥拉。作為交換，南非則承諾會在1989年11月1日之前開始給予西南非洲獨立。12月13日，南非、安哥拉及古巴簽署了《布拉柴維爾議定書》，以確認他們會履行這些條件，並設立了聯合軍事監察委員會來監督各方在安哥拉的撤軍進程。監察委員會將包括蘇聯與美國的觀察員。包括解放軍在內的交戰各方之間的一切敵對行動應於1989年4月1日正式停止。12月22日，《布拉柴維爾議定書》載入《三方協議》之中，該協議要求南非防衛軍在十二週內從安哥拉撤出，並將其在西南非洲的兵力削減至象徵性的1,500人。與此同時，古巴所有旅將從邊界撤至15度線以北的地區。至少3,000名古巴軍事人員將於1989年4月離開安哥拉，另外亦有25,000人會在其後六個月之內離開。至於其餘部隊則將會在不遲於1991年7月1日前撤離。除此之外，協議的另一項要求是南非須停止對安盟的一切支持，而安哥拉則須停止對解放軍及民族之矛的一切支持。
12月20日，聯合國安理會第626號決議獲通過，設立聯合國安哥拉核查團，負責核查古巴部隊向北重新部署以及其後撤出安哥拉的進度。聯安核查團包括來自西方國家及不結盟國家與共產主義國家的觀察員。1989年2月，聯合國過渡時期援助團成立，以監察西南非洲的和平進程。

## 納米比亞獨立
《日內瓦議定書》及安理會第435號決議的初始條款為解決西南非洲的問題奠定了政治基礎：決議要求西南非洲舉行制憲議會選舉、解放軍和南非防衛軍分別限制在各自的基地內、在稍後分階段把除了1,500名南非防衛軍士兵之外的所有部隊撤離西南非洲、將不隸屬於南非防衛軍和警察的所有準軍事部隊復員，以及允許難民通過指定的入境點返回西南非洲參加選舉。上述條款由援助團負責執行，有助南非防衛軍撤離、監察邊界及監督準軍事部隊的復員。

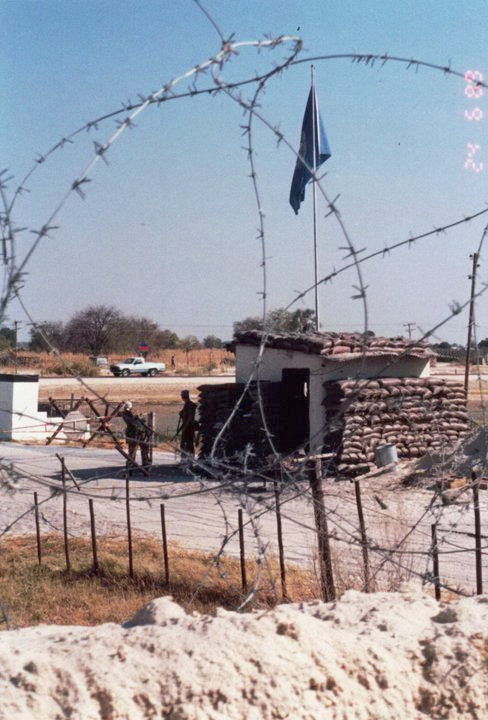
1989年6月，在翁丹瓜的援助團檢查站。

由於援助團規模相對較大，安理會成員國預計到自己將要承擔大部分費用而感到不滿，並產生了相關的爭議。然而，安哥拉、贊比亞及其他同情解放軍的國家堅持認為必須有一支規模更大的部隊以確保南非不會干涉西南非洲的獨立程序。安理會成員國反對他們的意見，援助團部隊人數從擬議的7,500人減少至約三個營規模的4,650人。援助團人數的減少節省了接近三億美元的開支，但安理會直至1989年3月1日才正式批准經修訂的預算。援助團無法確保有足夠的人員去準備全面部署監督解放軍和南非防衛軍的行動或在4月1日停止敵對行動時對兩軍的基地進行監察，令援助團的行動需要延遲。聯合國秘書長德奎利亞爾敦促雙方在此期間克制，以免影響自1988年8月以來維持的事實上停火或者1989年4月1日的執行時間表。然而，在就援助團預算進行辯論後的幾週內，解放軍利用了政治上的不確定性，將在安哥拉的部隊開始移動至邊境附近。
自1980年代初以來，解放軍一直表示計劃在未來的任何政治過渡時期期間在西南非洲建立難民營，但這想法不被南非政府所接受。聯合國邀請難民返回家園，但並沒有區分他們是平民還是軍人，而解放軍的叛亂分子也認為自己是難民，使事情變得更加複雜。事實上，在1980年代後期解放軍軍人以平民身份返回難民營之前，解放軍都沒有太多的常規部隊，其中不少人員是作為反叛分子，並採取週期性的戰鬥模式。3月31日，皮克·波塔對監察委員會抱怨說道，計劃部隊已經從16度線向南推進，距離邊界只有不足8公里。當日晚上，他攔截了聯合國特別代表馬爾蒂·阿赫蒂薩里及援助團指揮官戴溫·普雷姆·錢德，並將該消息告訴給他們。4月1日上午，第一批解放軍幹部越過奧萬博蘭，但由於援助團部署出現延誤，以致未能及時監測他們在安哥拉的行動，期間解放軍亦未遇到任何阻礙。阿赫蒂薩里立刻聯絡了人民組織，要求它控制解放軍，但成效並不大。除此之外，南非外交部亦就事件聯絡了聯合國秘書長，而秘書長則向在紐約的人民組織官員傳達了該消息。
到了當日結束的時候，由於沒有任何跡象顯示解放軍的行動有所放緩，阿赫蒂薩里解除了南非防衛軍須留守在其基地內的限制。當地的警察動員起來，拖延入侵者的行動，直至南非防衛軍部署好六個正式的營為止。在首兩日過後，叛亂分子已經失去了攻擊的主導權，南非防衛軍在一次代號為“梅林行動”的反攻中把解放軍趕回邊境。4月1日至4月9日期間，有273名解放軍叛亂分子在戰鬥中喪生。至於南非防衛軍與警察則合共有23人死亡。4月8日，監察委員會發表了《埃喬山宣言》，重申南非、安哥拉及古巴仍然致力於和平，《三方協議》仍然有效。此外，監察委員會又要求所有留在奧萬博蘭的解放軍武裝叛亂分子前往援助團監督下的集結點投降。
薩姆·努喬馬否認4月1日發生過任何入侵事件，並聲稱他只是命令已經在西南非洲境內的解放軍叛亂分子開始建立大本營。此外他還指出，人民組織從未簽署過《三方協議》，因此協定條款要求停止敵對行動是不具約束力的。這引起了安哥拉的不滿，因為安哥拉曾經向聯合國保證解放軍將會留在16度線以北。4月26日，南非防衛軍被重新限制在其基地內，其後他們獲允許前往奧萬博蘭，以核實叛亂分子是否已經離開。到了5月，所有的解放軍叛亂分子都撤退至16度線以北，並處於聯合軍事委員會的監督之下，實際上結束了南非邊境戰爭。
1989年11月7日至11日，西南非洲舉行了普遍選舉，人民組織獲得57%的普選票。人民組織在制憲議會獲得了41個議席，能夠將單方面制定的憲法施加於其他政黨上，但未能取得三分之二的絕對多數席位。1990年3月21日，納米比亞共和國成立，西南非洲正式獲得獨立。